# Equipos participantes en la Copa Mundial de Fútbol de 2002

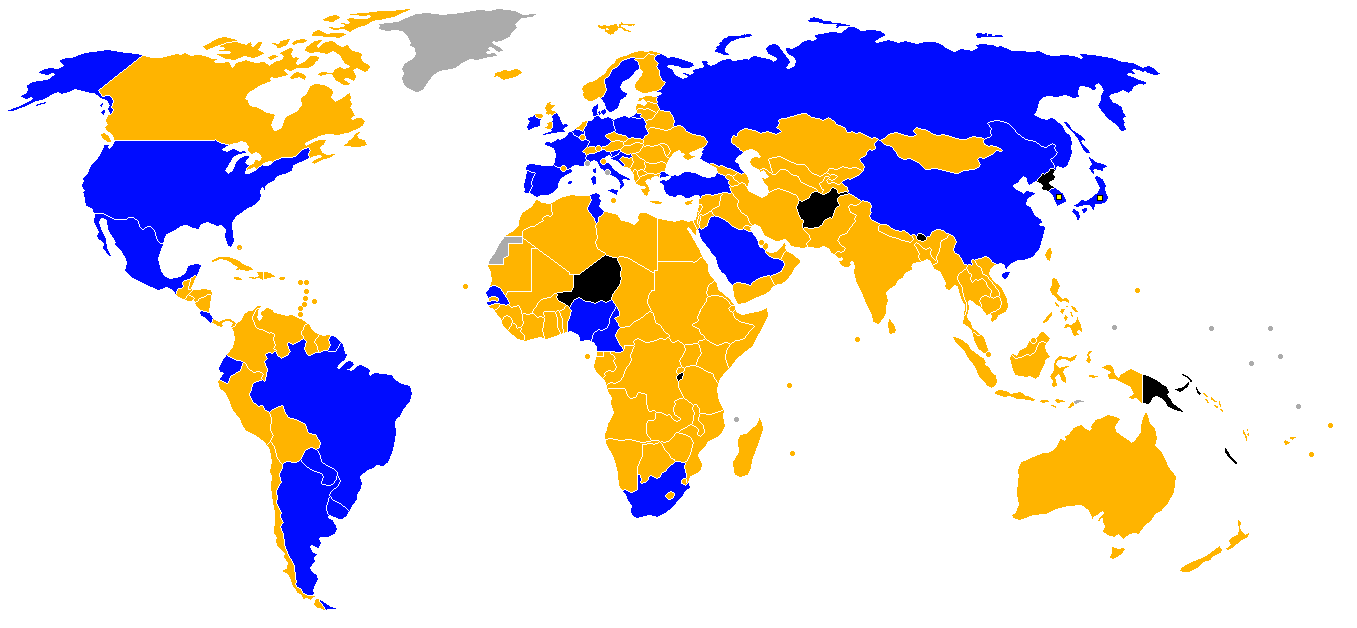
Clasificó al Mundial
No clasificó al Mundial
No participó
No es un miembro FIFA

Para la XVII Copa Mundial de Fútbol, que se realizó en Corea del Sur y Japón entre el 31 de mayo y el 30 de junio de 2002, 32 equipos clasificaron a la fase final. Los 32 equipos participantes fueron divididos en ocho grupos de cuatro integrantes. De cada grupo, los dos mejores equipos clasificarán a una segunda fase de eliminación directa, para determinar al campeón del evento.

## Equipos
Previamente, 199 equipos se inscribieron para el proceso clasificatorio de cada continente, clasificando finalmente: 15 equipos de Europa (incluyendo a Francia, actual campeón, y más uno a través de la repesca con Asia), 3 de Norteamérica, 5 de Sudamérica (incluyendo uno a través de la repesca con Oceanía), 4 de Asia (incluyendo los dos países organizadores), y 5 de África. De éstos, 4 equipos participan por primera vez en estas instancias.
Los equipos participantes en dicho torneo son:
| Equipo (ver en detalle) | Equipo (ver en detalle) | Equipo (ver en detalle) | Participaciones previas | Participaciones previas | Participaciones previas |
| Equipo (ver en detalle) | Equipo (ver en detalle) | Equipo (ver en detalle) | Total                   | Cons.                   | Última                  |
| ----------------------- | ----------------------- | ----------------------- | ----------------------- | ----------------------- | ----------------------- |
|                         | Alemania                | 3/3 estrellas           | 15                      | 13                      | 1998                    |
|                         | Arabia Saudita          |                         | 3                       | 3                       | 1998                    |
|                         | Argentina               | 2/2 estrellas           | 13                      | 8                       | 1998                    |
|                         | Bélgica                 |                         | 11                      | 6                       | 1998                    |
|                         | Brasil                  | 4/4 estrellas           | 17                      | 17                      | 1998                    |
|                         | Camerún                 |                         | 5                       | 4                       | 1998                    |
|                         | China                   |                         | 1                       | 1                       | —                       |
|                         | Corea del Sur           |                         | 6                       | 5                       | 1998                    |
|                         | Costa Rica              |                         | 2                       | 1                       | 1990                    |
|                         | Croacia                 |                         | 2                       | 2                       | 1998                    |
|                         | Dinamarca               |                         | 3                       | 2                       | 1998                    |
|                         | Ecuador                 |                         | 1                       | 1                       | —                       |
|                         | Eslovenia               |                         | 1                       | 1                       | —                       |
|                         | España                  |                         | 11                      | 7                       | 1998                    |
|                         | Estados Unidos          |                         | 7                       | 4                       | 1998                    |
|                         | Francia                 | 1/1 estrellas           | 11                      | 2                       | 1998                    |
|                         | Inglaterra              | 1/1 estrellas           | 11                      | 2                       | 1998                    |
|                         | Irlanda                 |                         | 3                       | 1                       | 1994                    |
|                         | Italia                  | 3/3 estrellas           | 15                      | 11                      | 1998                    |
|                         | Japón                   |                         | 2                       | 2                       | 1998                    |
|                         | México                  |                         | 12                      | 5                       | 1998                    |
|                         | Nigeria                 |                         | 3                       | 3                       | 1998                    |
|                         | Paraguay                |                         | 6                       | 2                       | 1998                    |
|                         | Polonia                 |                         | 6                       | 1                       | 1986                    |
|                         | Portugal                |                         | 3                       | 1                       | 1986                    |
|                         | Rusia                   |                         | 9                       | 1                       | 1994                    |
|                         | Senegal                 |                         | 1                       | 1                       | —                       |
|                         | Sudáfrica               |                         | 2                       | 2                       | 1998                    |
|                         | Suecia                  |                         | 10                      | 1                       | 1994                    |
|                         | Turquía                 |                         | 2                       | 1                       | 1954                    |
|                         | Túnez                   |                         | 3                       | 2                       | 1998                    |
|                         | Uruguay                 | 2/2 estrellas           | 10                      | 1                       | 1990                    |

## Lista de jugadores
A continuación se muestran los planteles para la fase final de la Copa Mundial de Fútbol de 2002 en Corea del Sur y Japón. Para determinar la edad de los futbolistas se tomó como referencia el 31 de mayo de 2002, día del comienzo del torneo. La plantilla final de cada país estaba formada por 23 jugadores, a diferencia de torneos anteriores, donde se conformaban con 22.

### Grupo A

#### Dinamarca
Entrenador:  Morten Olsen
| No. | Pos. | Jugador             | Fecha de nacimiento (edad)        | Apa. | Club              |
| --- | ---- | ------------------- | --------------------------------- | ---- | ----------------- |
| 1   | POR  | Thomas Sørensen     | 12 de junio de 1976 (25 años)     | 14   | Sunderland        |
| 2   | MED  | Stig Tøfting        | 14 de agosto de 1969 (32 años)    | 36   | Bolton Wanderers  |
| 3   | DEF  | René Henriksen      | 27 de agosto de 1969 (32 años)    | 39   | Panathinaikos     |
| 4   | DEF  | Martin Laursen      | 26 de julio de 1977 (24 años)     | 15   | Milan             |
| 5   | DEF  | Jan Heintze         | 17 de agosto de 1963 (38 años)    | 83   | PSV Eindhoven     |
| 6   | DEF  | Thomas Helveg       | 24 de junio de 1971 (30 años)     | 67   | Milan             |
| 7   | MED  | Thomas Gravesen     | 11 de marzo de 1976 (26 años)     | 22   | Everton           |
| 8   | MED  | Jesper Grønkjær     | 12 de agosto de 1977 (24 años)    | 25   | Chelsea           |
| 9   | DEL  | Jon Dahl Tomasson   | 29 de agosto de 1976 (25 años)    | 38   | Feyenoord         |
| 10  | MED  | Martin Jørgensen    | 6 de octubre de 1975 (26 años)    | 32   | Udinese           |
| 11  | DEL  | Ebbe Sand           | 19 de julio de 1972 (29 años)     | 44   | Schalke 04        |
| 12  | DEF  | Niclas Jensen       | 17 de agosto de 1974 (27 años)    | 8    | Manchester City   |
| 13  | DEF  | Steven Lustü        | 13 de abril de 1971 (31 años)     | 4    | Lyn               |
| 14  | MED  | Claus Jensen        | 29 de abril de 1977 (25 años)     | 13   | Charlton Athletic |
| 15  | MED  | Jan Michaelsen      | 28 de noviembre de 1970 (31 años) | 11   | Panathinaikos     |
| 16  | POR  | Peter Kjær          | 5 de noviembre de 1965 (36 años)  | 4    | Aberdeen          |
| 17  | MED  | Christian Poulsen   | 28 de febrero de 1980 (22 años)   | 3    | Copenhagen        |
| 18  | DEL  | Peter Løvenkrands   | 29 de enero de 1980 (22 años)     | 4    | Rangers           |
| 19  | MED  | Dennis Rommedahl    | 22 de julio de 1978 (23 años)     | 19   | PSV Eindhoven     |
| 20  | DEF  | Kasper Bøgelund     | 8 de octubre de 1980 (21 años)    | 2    | PSV Eindhoven     |
| 21  | DEL  | Peter Madsen        | 26 de abril de 1978 (24 años)     | 4    | Brøndby           |
| 22  | POR  | Jesper Christiansen | 24 de abril de 1978 (24 años)     | 0    | Vejle             |
| 23  | MED  | Brian Steen Nielsen | 28 de diciembre de 1968 (33 años) | 65   | Malmö FF          |

#### Francia
Entrenador:  Roger Lemerre
| No. | Pos. | Jugador              | Fecha de nacimiento (edad)         | Apa. | Club              |
| --- | ---- | -------------------- | ---------------------------------- | ---- | ----------------- |
| 1   | POR  | Ulrich Ramé          | 19 de septiembre de 1972 (29 años) | 11   | Bordeaux          |
| 2   | DEF  | Vincent Candela      | 24 de octubre de 1973 (28 años)    | 36   | Roma              |
| 3   | DEF  | Bixente Lizarazu     | 9 de diciembre de 1969 (32 años)   | 74   | Bayern Múnich     |
| 4   | MED  | Patrick Vieira       | 23 de junio de 1976 (25 años)      | 52   | Arsenal           |
| 5   | DEF  | Philippe Christanval | 31 de agosto de 1978 (23 años)     | 4    | Barcelona         |
| 6   | MED  | Youri Djorkaeff      | 9 de marzo de 1968 (34 años)       | 79   | Bolton Wanderers  |
| 7   | MED  | Claude Makélélé      | 18 de febrero de 1973 (29 años)    | 14   | Real Madrid       |
| 8   | DEF  | Marcel Desailly      | 7 de septiembre de 1968 (33 años)  | 93   | Chelsea           |
| 9   | DEL  | Djibril Cissé        | 12 de agosto de 1981 (20 años)     | 1    | Auxerre           |
| 10  | MED  | Zinedine Zidane      | 23 de junio de 1972 (29 años)      | 73   | Real Madrid       |
| 11  | DEL  | Sylvain Wiltord      | 10 de mayo de 1974 (28 años)       | 38   | Arsenal           |
| 12  | DEL  | Thierry Henry        | 17 de agosto de 1977 (24 años)     | 35   | Arsenal           |
| 13  | DEF  | Mikaël Silvestre     | 9 de agosto de 1977 (24 años)      | 10   | Manchester United |
| 14  | MED  | Alain Boghossian     | 27 de octubre de 1970 (31 años)    | 26   | Parma             |
| 15  | DEF  | Lilian Thuram        | 1 de enero de 1972 (30 años)       | 73   | Juventus          |
| 16  | POR  | Fabien Barthez       | 28 de junio de 1971 (30 años)      | 47   | Manchester United |
| 17  | MED  | Emmanuel Petit       | 22 de septiembre de 1970 (31 años) | 57   | Chelsea           |
| 18  | DEF  | Frank Leboeuf        | 22 de enero de 1968 (34 años)      | 47   | Marseille         |
| 19  | DEF  | Willy Sagnol         | 18 de marzo de 1977 (25 años)      | 9    | Bayern Múnich     |
| 20  | DEL  | David Trezeguet      | 15 de octubre de 1977 (24 años)    | 36   | Juventus          |
| 21  | DEL  | Christophe Dugarry   | 24 de marzo de 1972 (30 años)      | 51   | Bordeaux          |
| 22  | MED  | Johan Micoud         | 24 de julio de 1973 (28 años)      | 14   | Parma             |
| 23  | POR  | Grégory Coupet       | 31 de diciembre de 1972 (29 años)  | 1    | Lyon              |

#### Senegal
Entrenador:  Bruno Metsu
| No. | Pos. | Jugador           | Fecha de nacimiento (edad)         | Apa. | Club                |
| --- | ---- | ----------------- | ---------------------------------- | ---- | ------------------- |
| 1   | POR  | Tony Sylva        | 17 de mayo de 1975 (27 años)       | 15   | Monaco              |
| 2   | DEF  | Omar Daf          | 12 de febrero de 1977 (25 años)    | 31   | Sochaux             |
| 3   | MED  | Pape Sarr         | 7 de diciembre de 1977 (24 años)   | 22   | Lens                |
| 4   | DEF  | Pape Malick Diop  | 29 de diciembre de 1974 (27 años)  | 25   | Lorient             |
| 5   | DEF  | Alassane N'Dour   | 12 de diciembre de 1981 (20 años)  | 7    | Saint-Étienne       |
| 6   | DEF  | Aliou Cissé       | 24 de marzo de 1976 (26 años)      | 20   | Montpellier         |
| 7   | DEL  | Henri Camara      | 10 de mayo de 1977 (25 años)       | 34   | Sedan               |
| 8   | DEL  | Amara Traoré      | 25 de septiembre de 1965 (36 años) | 12   | Gueugnon            |
| 9   | DEL  | Souleymane Camara | 22 de diciembre de 1982 (19 años)  | 9    | Monaco              |
| 10  | MED  | Khalilou Fadiga   | 30 de diciembre de 1974 (27 años)  | 25   | Auxerre             |
| 11  | DEL  | El Hadji Diouf    | 15 de enero de 1981 (21 años)      | 21   | Lens                |
| 12  | MED  | Amdy Faye         | 12 de marzo de 1977 (25 años)      | 6    | Auxerre             |
| 13  | DEF  | Lamine Diatta     | 2 de julio de 1975 (26 años)       | 19   | Rennes              |
| 14  | MED  | Moussa N'Diaye    | 20 de febrero de 1979 (23 años)    | 38   | Sedan               |
| 15  | MED  | Salif Diao        | 10 de febrero de 1977 (25 años)    | 20   | Sedan               |
| 16  | POR  | Omar Diallo       | 28 de septiembre de 1972 (29 años) | 42   | Olympique Khouribga |
| 17  | DEF  | Ferdinand Coly    | 10 de septiembre de 1973 (28 años) | 16   | Lens                |
| 18  | DEL  | Pape Thiaw        | 5 de febrero de 1981 (21 años)     | 13   | Strasbourg          |
| 19  | MED  | Papa Bouba Diop   | 28 de enero de 1978 (24 años)      | 12   | Lens                |
| 20  | MED  | Sylvain N'Diaye   | 25 de junio de 1976 (25 años)      | 6    | Lille               |
| 21  | DEF  | Habib Beye        | 19 de octubre de 1977 (24 años)    | 6    | Strasbourg          |
| 22  | POR  | Kalidou Cissokho  | 28 de agosto de 1978 (23 años)     | 0    | ASC Jeanne d'Arc    |
| 23  | MED  | Makhtar N'Diaye   | 31 de diciembre de 1981 (20 años)  | 11   | Rennes              |

#### Uruguay
Entrenador:  Víctor Púa
| No. | Pos. | Jugador               | Fecha de nacimiento (edad)         | Apa. | Club              |
| --- | ---- | --------------------- | ---------------------------------- | ---- | ----------------- |
| 1   | POR  | Fabián Carini         | 26 de diciembre de 1979 (22 años)  | 35   | Juventus          |
| 2   | DEF  | Gustavo Méndez        | 3 de febrero de 1971 (31 años)     | 44   | Nacional          |
| 3   | DEF  | Alejandro Lembo       | 15 de febrero de 1978 (24 años)    | 30   | Nacional          |
| 4   | DEF  | Paolo Montero         | 3 de septiembre de 1971 (30 años)  | 44   | Juventus          |
| 5   | MED  | Pablo García          | 11 de mayo de 1977 (25 años)       | 35   | Venezia           |
| 6   | DEF  | Darío Rodríguez       | 17 de septiembre de 1974 (27 años) | 20   | Peñarol           |
| 7   | MED  | Gianni Guigou         | 22 de febrero de 1975 (27 años)    | 35   | Roma              |
| 8   | DEL  | Gustavo Varela        | 14 de mayo de 1978 (24 años)       | 8    | Nacional          |
| 9   | DEL  | Darío Silva           | 2 de noviembre de 1972 (29 años)   | 36   | Málaga            |
| 10  | MED  | Fabián O'Neill        | 14 de octubre de 1973 (28 años)    | 19   | Perugia           |
| 11  | DEL  | Federico Magallanes   | 22 de agosto de 1976 (25 años)     | 24   | Venezia           |
| 12  | POR  | Gustavo Munúa         | 27 de enero de 1978 (24 años)      | 8    | Nacional          |
| 13  | DEL  | Sebastián Abreu       | 17 de octubre de 1976 (25 años)    | 13   | Cruz Azul         |
| 14  | DEF  | Gonzalo Sorondo       | 9 de octubre de 1979 (22 años)     | 18   | Inter de Milán    |
| 15  | DEL  | Nicolás Olivera       | 30 de mayo de 1978 (24 años)       | 25   | Sevilla           |
| 16  | MED  | Marcelo Romero        | 4 de julio de 1976 (25 años)       | 21   | Málaga            |
| 17  | MED  | Mario Regueiro        | 14 de septiembre de 1978 (23 años) | 14   | Racing Santander  |
| 18  | DEL  | Richard Morales       | 21 de febrero de 1975 (27 años)    | 12   | Nacional          |
| 19  | DEF  | Joe Bizera            | 17 de mayo de 1980 (22 años)       | 9    | Peñarol           |
| 20  | MED  | Álvaro Recoba         | 17 de marzo de 1976 (26 años)      | 42   | Inter de Milán    |
| 21  | DEL  | Diego Forlán          | 19 de mayo de 1979 (23 años)       | 4    | Manchester United |
| 22  | MED  | Gonzalo de los Santos | 19 de julio de 1976 (25 años)      | 29   | Valencia          |
| 23  | POR  | Federico Elduayen     | 25 de junio de 1977 (24 años)      | 1    | Peñarol           |

### Grupo B

#### Paraguay
Entrenador:  Cesare Maldini
| No. | Pos. | Jugador             | Fecha de nacimiento (edad)      | Apa. | Club                 |
| --- | ---- | ------------------- | ------------------------------- | ---- | -------------------- |
| 1   | POR  | José Luis Chilavert | 27 de julio de 1965 (36 años)   | 69   | Strasbourg           |
| 2   | DEF  | Francisco Arce      | 2 de abril de 1971 (31 años)    | 51   | Palmeiras            |
| 3   | DEF  | Pedro Sarabia       | 5 de julio de 1975 (26 años)    | 40   | River Plate          |
| 4   | DEF  | Carlos Gamarra      | 17 de febrero de 1971 (31 años) | 76   | AEK Athens           |
| 5   | DEF  | Celso Ayala         | 20 de agosto de 1970 (31 años)  | 76   | River Plate          |
| 6   | MED  | Estanislao Struway  | 25 de junio de 1968 (33 años)   | 69   | Libertad             |
| 7   | DEL  | Richart Báez        | 31 de julio de 1973 (28 años)   | 25   | Olimpia              |
| 8   | MED  | Guido Alvarenga     | 24 de agosto de 1970 (31 años)  | 18   | León                 |
| 9   | DEL  | Roque Santa Cruz    | 16 de agosto de 1981 (20 años)  | 24   | Bayern Múnich        |
| 10  | MED  | Roberto Acuña       | 25 de marzo de 1972 (30 años)   | 77   | Zaragoza             |
| 11  | DEL  | Jorge Luis Campos   | 11 de agosto de 1970 (31 años)  | 31   | Universidad Católica |
| 12  | POR  | Justo Villar        | 30 de junio de 1977 (24 años)   | 8    | Libertad             |
| 13  | MED  | Carlos Paredes      | 16 de julio de 1976 (25 años)   | 41   | Porto                |
| 14  | MED  | Diego Gavilán       | 1 de marzo de 1980 (22 años)    | 21   | Tecos                |
| 15  | MED  | Carlos Bonet        | 2 de octubre de 1977 (24 años)  | 3    | Libertad             |
| 16  | MED  | Gustavo Morínigo    | 23 de enero de 1977 (25 años)   | 11   | Libertad             |
| 17  | DEF  | Juan Carlos Franco  | 17 de abril de 1973 (29 años)   | 3    | Olimpia              |
| 18  | DEF  | Julio César Cáceres | 5 de octubre de 1979 (22 años)  | 1    | Olimpia              |
| 19  | DEF  | Daniel Sanabria     | 8 de febrero de 1977 (25 años)  | 6    | Libertad             |
| 20  | DEL  | José Cardozo        | 19 de marzo de 1971 (31 años)   | 57   | Toluca               |
| 21  | DEF  | Denis Caniza        | 29 de agosto de 1974 (27 años)  | 49   | Santos Laguna        |
| 22  | POR  | Ricardo Tavarelli   | 2 de agosto de 1970 (31 años)   | 20   | Olimpia              |
| 23  | DEL  | Nelson Cuevas       | 10 de enero de 1980 (22 años)   | 11   | River Plate          |

#### Eslovenia
Entrenador:  Srečko Katanec
| No. | Pos. | Jugador             | Fecha de nacimiento (edad)         | Apa. | Club                 |
| --- | ---- | ------------------- | ---------------------------------- | ---- | -------------------- |
| 1   | POR  | Marko Simeunovič    | 6 de diciembre de 1967 (34 años)   | 43   | Maribor              |
| 2   | DEF  | Goran Sankovič      | 18 de junio de 1979 (22 años)      | 5    | Slavia Prague        |
| 3   | DEF  | Željko Milinovič    | 12 de octubre de 1969 (32 años)    | 35   | JEF United Ichihara  |
| 4   | DEF  | Muamer Vugdalić     | 25 de agosto de 1977 (24 años)     | 13   | Maribor              |
| 5   | DEF  | Marinko Galič       | 22 de abril de 1970 (32 años)      | 65   | Koper                |
| 6   | DEF  | Aleksander Knavs    | 5 de diciembre de 1975 (26 años)   | 38   | 1. FC Kaiserslautern |
| 7   | MED  | Džoni Novak         | 4 de septiembre de 1969 (32 años)  | 68   | SpVgg Unterhaching   |
| 8   | MED  | Aleš Čeh            | 7 de abril de 1968 (34 años)       | 71   | Grazer AK            |
| 9   | DEL  | Milan Osterc        | 4 de julio de 1975 (26 años)       | 41   | Hapoel Tel Aviv      |
| 10  | MED  | Zlatko Zahovič*     | 1 de febrero de 1971 (31 años)     | 64   | Benfica              |
| 11  | MED  | Miran Pavlin        | 8 de octubre de 1971 (30 años)     | 45   | Porto                |
| 12  | POR  | Mladen Dabanovič    | 13 de septiembre de 1971 (30 años) | 20   | Lokeren SNW          |
| 13  | DEL  | Mladen Rudonja      | 26 de julio de 1971 (30 años)      | 58   | Portsmouth           |
| 14  | DEF  | Saša Gajser         | 11 de febrero de 1974 (28 años)    | 20   | Gent                 |
| 15  | MED  | Rajko Tavčar        | 21 de julio de 1974 (27 años)      | 6    | 1. FC Nürnberg       |
| 16  | DEL  | Senad Tiganj        | 28 de agosto de 1975 (26 años)     | 3    | Olimpija Ljubljana   |
| 17  | MED  | Zoran Pavlović      | 27 de junio de 1976 (25 años)      | 21   | Austria Wien         |
| 18  | DEL  | Milenko Ačimovič    | 15 de febrero de 1977 (25 años)    | 39   | Red Star Belgrade    |
| 19  | DEF  | Amir Karić          | 31 de diciembre de 1973 (28 años)  | 43   | Maribor              |
| 20  | MED  | Nastja Čeh          | 26 de enero de 1978 (24 años)      | 6    | Club Brugge          |
| 21  | DEL  | Sebastjan Cimirotič | 14 de septiembre de 1974 (27 años) | 12   | Lecce                |
| 22  | POR  | Dejan Nemec         | 1 de marzo de 1977 (25 años)       | 1    | Club Brugge          |
| 23  | DEF  | Spasoje Bulajič     | 24 de noviembre de 1975 (26 años)  | 15   | 1. FC Köln           |

*Fue expulsado del plantel tras el primer partido.
Nota: los partidos jugados para Yugoslavia no se cuentan.

#### Sudáfrica
Entrenador:  Jomo Sono
| No. | Pos. | Jugador              | Fecha de nacimiento (edad)         | Apa. | Club               |
| --- | ---- | -------------------- | ---------------------------------- | ---- | ------------------ |
| 1   | POR  | Hans Vonk            | 30 de enero de 1970 (32 años)      | 29   | Heerenveen         |
| 2   | DEF  | Cyril Nzama          | 26 de junio de 1974 (27 años)      | 19   | Kaizer Chiefs      |
| 3   | DEF  | Bradley Carnell      | 21 de enero de 1977 (25 años)      | 21   | VfB Stuttgart      |
| 4   | DEF  | Aaron Mokoena        | 25 de noviembre de 1980 (21 años)  | 22   | Germinal Beerschot |
| 5   | DEF  | Jacob Lekgetho       | 24 de marzo de 1974 (28 años)      | 15   | Lokomotiv Moscow   |
| 6   | MED  | MacBeth Sibaya       | 25 de noviembre de 1977 (24 años)  | 9    | Jomo Cosmos        |
| 7   | MED  | Quinton Fortune      | 21 de mayo de 1977 (25 años)       | 39   | Manchester United  |
| 8   | MED  | Thabo Mngomeni       | 24 de junio de 1969 (32 años)      | 37   | Orlando Pirates    |
| 9   | MED  | MacDonald Mukansi    | 26 de mayo de 1975 (27 años)       | 7    | Lokomotiv Sofia    |
| 10  | MED  | Bennett Mnguni       | 18 de marzo de 1974 (28 años)      | 9    | Lokomotiv Moscow   |
| 11  | MED  | Jabu Pule            | 11 de julio de 1980 (21 años)      | 9    | Kaizer Chiefs      |
| 12  | MED  | Teboho Mokoena       | 10 de julio de 1974 (27 años)      | 10   | St. Gallen         |
| 13  | DEF  | Pierre Issa          | 12 de septiembre de 1975 (26 años) | 41   | Watford            |
| 14  | DEL  | Siyabonga Nomvethe   | 2 de diciembre de 1977 (24 años)   | 30   | Udinese            |
| 15  | MED  | Sibusiso Zuma        | 23 de junio de 1975 (26 años)      | 22   | Copenhagen         |
| 16  | POR  | Andre Arendse        | 27 de junio de 1967 (34 años)      | 49   | Santos Cape Town   |
| 17  | DEL  | Benni McCarthy       | 12 de noviembre de 1977 (24 años)  | 43   | Porto              |
| 18  | MED  | Delron Buckley       | 7 de diciembre de 1977 (24 años)   | 32   | VfL Bochum         |
| 19  | DEF  | Lucas Radebe         | 12 de abril de 1969 (33 años)      | 65   | Leeds United       |
| 20  | POR  | Calvin Marlin        | 20 de abril de 1976 (26 años)      | 2    | Ajax Cape Town     |
| 21  | MED  | Steven Pienaar       | 17 de marzo de 1982 (20 años)      | 0    | Ajax               |
| 22  | DEF  | Thabang Molefe       | 11 de abril de 1979 (23 años)      | 5    | Jomo Cosmos        |
| 23  | DEL  | George Koumantarakis | 27 de marzo de 1974 (28 años)      | 6    | Basel              |

#### España
Entrenador:  José Antonio Camacho
| No. | Pos. | Jugador             | Fecha de nacimiento (edad)        | Apa. | Club                |
| --- | ---- | ------------------- | --------------------------------- | ---- | ------------------- |
| 1   | POR  | Iker Casillas       | 20 de mayo de 1981 (21 años)      | 13   | Real Madrid         |
| 2   | DEF  | Curro Torres        | 27 de diciembre de 1976 (25 años) | 4    | Valencia            |
| 3   | DEF  | Juanfran            | 15 de julio de 1976 (25 años)     | 7    | Celta Vigo          |
| 4   | MED  | Iván Helguera       | 18 de marzo de 1975 (27 años)     | 22   | Real Madrid         |
| 5   | DEF  | Carles Puyol        | 13 de abril de 1978 (24 años)     | 8    | Barcelona           |
| 6   | DEF  | Fernando Hierro     | 23 de marzo de 1968 (34 años)     | 85   | Real Madrid         |
| 7   | DEL  | Raúl                | 27 de junio de 1977 (24 años)     | 51   | Real Madrid         |
| 8   | MED  | Rubén Baraja        | 11 de julio de 1975 (26 años)     | 9    | Valencia            |
| 9   | DEL  | Fernando Morientes  | 5 de abril de 1976 (26 años)      | 19   | Real Madrid         |
| 10  | DEL  | Diego Tristán       | 5 de enero de 1976 (26 años)      | 7    | Deportivo La Coruña |
| 11  | MED  | Javier de Pedro     | 4 de agosto de 1973 (28 años)     | 5    | Real Sociedad       |
| 12  | DEL  | Albert Luque        | 11 de marzo de 1978 (24 años)     | 0    | Mallorca            |
| 13  | POR  | Ricardo             | 30 de diciembre de 1971 (30 años) | 1    | Valladolid          |
| 14  | MED  | David Albelda       | 1 de septiembre de 1977 (24 años) | 2    | Valencia            |
| 15  | DEF  | Enrique Romero      | 23 de junio de 1971 (30 años)     | 3    | Deportivo La Coruña |
| 16  | MED  | Gaizka Mendieta     | 27 de marzo de 1974 (28 años)     | 32   | Lazio               |
| 17  | MED  | Juan Carlos Valerón | 17 de junio de 1975 (26 años)     | 20   | Deportivo La Coruña |
| 18  | MED  | Sergio              | 10 de noviembre de 1976 (25 años) | 5    | Deportivo La Coruña |
| 19  | MED  | Xavi                | 25 de enero de 1980 (22 años)     | 3    | Barcelona           |
| 20  | DEF  | Miguel Ángel Nadal  | 28 de julio de 1966 (35 años)     | 59   | Mallorca            |
| 21  | MED  | Luis Enrique        | 8 de mayo de 1970 (32 años)       | 57   | Barcelona           |
| 22  | MED  | Joaquín             | 21 de julio de 1981 (20 años)     | 3    | Real Betis          |
| 23  | POR  | Pedro Contreras     | 7 de enero de 1972 (30 años)      | 0    | Málaga              |

### Grupo C

#### Brasil
Entrenador:  Luiz Felipe Scolari
| No. | Pos. | Jugador          | Fecha de nacimiento (edad)         | Apa. | Club                |
| --- | ---- | ---------------- | ---------------------------------- | ---- | ------------------- |
| 1   | POR  | Marcos           | 4 de agosto de 1973 (28 años)      | 15   | Palmeiras           |
| 2   | DEF  | Cafú             | 7 de junio de 1970 (31 años)       | 103  | Roma                |
| 3   | DEF  | Lúcio            | 8 de mayo de 1978 (24 años)        | 15   | Bayer Leverkusen    |
| 4   | DEF  | Roque Júnior     | 31 de agosto de 1976 (25 años)     | 17   | Milan               |
| 5   | DEF  | Edmílson         | 10 de julio de 1976 (25 años)      | 12   | Lyon                |
| 6   | DEF  | Roberto Carlos   | 10 de abril de 1973 (29 años)      | 84   | Real Madrid         |
| 7   | MED  | Ricardinho       | 23 de mayo de 1976 (26 años)       | 3    | Corinthians         |
| 8   | MED  | Gilberto Silva   | 7 de octubre de 1976 (25 años)     | 6    | Atlético Mineiro    |
| 9   | DEL  | Ronaldo          | 18 de septiembre de 1976 (25 años) | 56   | Inter de Milán      |
| 10  | MED  | Rivaldo          | 19 de abril de 1972 (30 años)      | 58   | Barcelona           |
| 11  | MED  | Ronaldinho       | 21 de marzo de 1980 (22 años)      | 24   | Paris Saint-Germain |
| 12  | POR  | Dida             | 7 de octubre de 1973 (28 años)     | 49   | Corinthians         |
| 13  | DEF  | Juliano Belletti | 20 de junio de 1976 (25 años)      | 10   | São Paulo           |
| 14  | DEF  | Anderson Polga   | 9 de febrero de 1979 (23 años)     | 5    | Grêmio              |
| 15  | MED  | Kléberson        | 19 de junio de 1979 (22 años)      | 5    | Atlético Paranaense |
| 16  | DEF  | Júnior           | 20 de junio de 1973 (28 años)      | 12   | Parma               |
| 17  | DEL  | Denílson         | 24 de agosto de 1977 (24 años)     | 53   | Real Betis          |
| 18  | MED  | Vampeta          | 13 de marzo de 1974 (28 años)      | 36   | Corinthians         |
| 19  | MED  | Juninho Paulista | 22 de febrero de 1973 (29 años)    | 43   | Flamengo            |
| 20  | DEL  | Edílson          | 17 de septiembre de 1971 (30 años) | 17   | Cruzeiro            |
| 21  | DEL  | Luizão           | 14 de noviembre de 1975 (26 años)  | 8    | Grêmio              |
| 22  | POR  | Rogério Ceni     | 22 de enero de 1973 (29 años)      | 12   | São Paulo           |
| 23  | MED  | Kaká             | 22 de abril de 1982 (20 años)      | 2    | São Paulo           |

#### China
Entrenador:  Bora Milutinović
| No. | Pos. | Jugador      | Fecha de nacimiento (edad)         | Apa. | Club                |
| --- | ---- | ------------ | ---------------------------------- | ---- | ------------------- |
| 1   | POR  | An Qi        | 21 de junio de 1981 (20 años)      | 5    | Dalian Shide        |
| 2   | DEF  | Zhang Enhua  | 28 de abril de 1973 (29 años)      | 65   | Dalian Shide        |
| 3   | DEF  | Yang Pu      | 30 de marzo de 1978 (24 años)      | 14   | Beijing Guoan       |
| 4   | DEF  | Wu Chengying | 21 de abril de 1975 (27 años)      | 53   | Shanghai Shenhua    |
| 5   | DEF  | Fan Zhiyi    | 6 de noviembre de 1969 (32 años)   | 105  | Dundee              |
| 6   | MED  | Shao Jiayi   | 10 de abril de 1980 (22 años)      | 18   | Beijing Guoan       |
| 7   | DEF  | Sun Jihai    | 30 de septiembre de 1977 (24 años) | 59   | Manchester City     |
| 8   | MED  | Li Tie       | 18 de mayo de 1977 (25 años)       | 76   | Liaoning            |
| 9   | MED  | Ma Mingyu    | 4 de febrero de 1970 (32 años)     | 91   | Sichuan Guancheng   |
| 10  | DEL  | Hao Haidong  | 9 de mayo de 1970 (32 años)        | 95   | Dalian Shide        |
| 11  | MED  | Yu Genwei    | 7 de enero de 1974 (28 años)       | 17   | Tianjin Teda        |
| 12  | DEL  | Su Maozhen   | 30 de julio de 1972 (29 años)      | 43   | Shandong Luneng     |
| 13  | MED  | Gao Yao      | 13 de julio de 1977 (24 años)      | 4    | Shandong Luneng     |
| 14  | DEF  | Li Weifeng   | 1 de diciembre de 1978 (23 años)   | 55   | Shenzhen Pingan     |
| 15  | MED  | Zhao Junzhe  | 18 de abril de 1979 (23 años)      | 13   | Liaoning Whowin     |
| 16  | DEL  | Qu Bo        | 15 de julio de 1981 (20 años)      | 16   | Qingdao Hainiu      |
| 17  | DEF  | Du Wei       | 9 de febrero de 1982 (20 años)     | 7    | Shanghái Shenhua    |
| 18  | MED  | Li Xiaopeng  | 20 de junio de 1975 (26 años)      | 26   | Shandong Luneng     |
| 19  | MED  | Qi Hong      | 3 de junio de 1976 (25 años)       | 36   | Shanghai Zhongyuan  |
| 20  | DEL  | Yang Chen    | 17 de enero de 1974 (28 años)      | 26   | Eintracht Frankfurt |
| 21  | DEF  | Xu Yunlong   | 17 de febrero de 1979 (23 años)    | 20   | Beijing Guoan       |
| 22  | POR  | Jiang Jin    | 7 de octubre de 1968 (33 años)     | 52   | Tianjin Teda        |
| 23  | POR  | Ou Chuliang  | 26 de agosto de 1968 (33 años)     | 74   | Yunnan Hongta       |

#### Costa Rica
Entrenador:  Alexandre Guimarães
| No. | Pos. | Jugador             | Fecha de nacimiento (edad)         | Apa. | Club            |
| --- | ---- | ------------------- | ---------------------------------- | ---- | --------------- |
| 1   | POR  | Erick Lonnis        | 9 de septiembre de 1965 (36 años)  | 74   | Saprissa        |
| 2   | DEF  | Jervis Drummond     | 8 de septiembre de 1976 (25 años)  | 38   | Saprissa        |
| 3   | DEF  | Luis Marín          | 10 de agosto de 1974 (27 años)     | 74   | Alajuelense     |
| 4   | DEF  | Mauricio Wright     | 20 de diciembre de 1970 (31 años)  | 40   | Herediano       |
| 5   | DEF  | Gilberto Martínez   | 1 de octubre de 1979 (22 años)     | 27   | Saprissa        |
| 6   | MED  | Wilmer López        | 8 de marzo de 1971 (31 años)       | 68   | Alajuelense     |
| 7   | DEL  | Rolando Fonseca     | 6 de junio de 1974 (27 años)       | 79   | Alajuelense     |
| 8   | MED  | Mauricio Solís      | 13 de diciembre de 1972 (29 años)  | 84   | Alajuelense     |
| 9   | DEL  | Paulo Wanchope      | 31 de julio de 1976 (25 años)      | 48   | Manchester City |
| 10  | MED  | Walter Centeno      | 6 de octubre de 1974 (27 años)     | 49   | Saprissa        |
| 11  | DEL  | Rónald Gómez        | 24 de enero de 1975 (27 años)      | 53   | OFI Crete       |
| 12  | DEL  | Winston Parks       | 12 de octubre de 1981 (20 años)    | 3    | Udinese         |
| 13  | DEF  | Daniel Vallejos     | 27 de mayo de 1981 (21 años)       | 2    | Herediano       |
| 14  | DEF  | Juan José Rodríguez | 23 de junio de 1967 (34 años)      | 2    | San Carlos      |
| 15  | DEF  | Harold Wallace      | 7 de septiembre de 1975 (26 años)  | 54   | Alajuelense     |
| 16  | DEL  | Steven Bryce        | 16 de agosto de 1977 (24 años)     | 33   | Alajuelense     |
| 17  | MED  | Hernán Medford      | 23 de mayo de 1968 (34 años)       | 87   | Saprissa        |
| 18  | POR  | Álvaro Mesén        | 24 de diciembre de 1972 (29 años)  | 16   | Alajuelense     |
| 19  | MED  | Rodrigo Cordero     | 4 de diciembre de 1973 (28 años)   | 25   | Herediano       |
| 20  | DEL  | William Sunsing     | 12 de mayo de 1977 (25 años)       | 23   | Herediano       |
| 21  | DEF  | Pablo Chinchilla    | 21 de diciembre de 1978 (23 años)  | 12   | Alajuelense     |
| 22  | DEF  | Carlos Castro       | 10 de septiembre de 1978 (23 años) | 22   | Alajuelense     |
| 23  | POR  | Léster Morgan       | 2 de mayo de 1976 (26 años)        | 5    | Herediano       |

#### Turquía
Entrenador:  Şenol Güneş
| No. | Pos. | Jugador          | Fecha de nacimiento (edad)        | Apa. | Club             |
| --- | ---- | ---------------- | --------------------------------- | ---- | ---------------- |
| 1   | POR  | Rüştü Reçber     | 10 de mayo de 1973 (29 años)      | 64   | Fenerbahçe       |
| 2   | DEF  | Emre Aşık        | 13 de diciembre de 1973 (28 años) | 16   | Galatasaray      |
| 3   | DEF  | Bülent Korkmaz   | 24 de noviembre de 1968 (33 años) | 68   | Galatasaray      |
| 4   | DEF  | Fatih Akyel      | 26 de diciembre de 1977 (24 años) | 36   | Fenerbahçe       |
| 5   | DEF  | Alpay Özalan     | 29 de mayo de 1973 (29 años)      | 62   | Aston Villa      |
| 6   | DEL  | Arif Erdem       | 2 de enero de 1972 (30 años)      | 50   | Galatasaray      |
| 7   | MED  | Okan Buruk       | 19 de octubre de 1973 (28 años)   | 26   | Inter de Milán   |
| 8   | MED  | Tugay Kerimoğlu  | 24 de agosto de 1970 (31 años)    | 69   | Blackburn Rovers |
| 9   | DEL  | Hakan Şükür      | 1 de septiembre de 1971 (30 años) | 73   | Parma            |
| 10  | MED  | Yıldıray Baştürk | 24 de diciembre de 1978 (23 años) | 13   | Bayer Leverkusen |
| 11  | DEL  | Hasan Şaş        | 1 de agosto de 1976 (25 años)     | 14   | Galatasaray      |
| 12  | POR  | Ömer Çatkıç      | 15 de octubre de 1974 (27 años)   | 6    | Gaziantepspor    |
| 13  | MED  | Muzzy Izzet      | 31 de octubre de 1974 (27 años)   | 7    | Leicester City   |
| 14  | MED  | Tayfur Havutçu   | 23 de abril de 1970 (32 años)     | 39   | Beşiktaş         |
| 15  | DEL  | Nihat Kahveci    | 23 de noviembre de 1979 (22 años) | 11   | Real Sociedad    |
| 16  | DEF  | Ümit Özat        | 30 de octubre de 1976 (25 años)   | 14   | Fenerbahçe       |
| 17  | DEL  | İlhan Mansız     | 10 de agosto de 1975 (26 años)    | 6    | Beşiktaş         |
| 18  | MED  | Ergün Penbe      | 17 de mayo de 1972 (30 años)      | 21   | Galatasaray      |
| 19  | MED  | Abdullah Ercan   | 8 de diciembre de 1971 (30 años)  | 70   | Fenerbahçe       |
| 20  | DEF  | Hakan Ünsal      | 14 de mayo de 1973 (29 años)      | 25   | Blackburn Rovers |
| 21  | MED  | Emre Belözoğlu   | 7 de septiembre de 1980 (21 años) | 11   | Inter de Milán   |
| 22  | MED  | Ümit Davala      | 30 de julio de 1973 (28 años)     | 24   | Milan            |
| 23  | POR  | Zafer Özgültekin | 10 de marzo de 1975 (27 años)     | 1    | Ankaragücü       |

### Grupo D

#### Polonia
Entrenador:  Jerzy Engel
| No. | Pos. | Jugador            | Fecha de nacimiento (edad)         | Apa. | Club                 |
| --- | ---- | ------------------ | ---------------------------------- | ---- | -------------------- |
| 1   | POR  | Jerzy Dudek        | 23 de marzo de 1973 (29 años)      | 21   | Liverpool            |
| 2   | DEF  | Tomasz Kłos        | 7 de marzo de 1973 (29 años)       | 37   | 1. FC Kaiserslautern |
| 3   | DEF  | Jacek Zieliński    | 10 de octubre de 1967 (34 años)    | 52   | Legia Warsaw         |
| 4   | DEF  | Michał Żewłakow    | 22 de abril de 1976 (26 años)      | 25   | Mouscron             |
| 5   | DEF  | Tomasz Rząsa       | 11 de marzo de 1973 (29 años)      | 9    | Feyenoord            |
| 6   | DEF  | Tomasz Hajto       | 16 de octubre de 1972 (29 años)    | 44   | Schalke 04           |
| 7   | MED  | Piotr Świerczewski | 8 de abril de 1972 (30 años)       | 65   | Marseille            |
| 8   | DEL  | Cezary Kucharski   | 17 de febrero de 1972 (30 años)    | 15   | Legia Warsaw         |
| 9   | DEL  | Paweł Kryszałowicz | 23 de junio de 1974 (27 años)      | 23   | Eintracht Frankfurt  |
| 10  | MED  | Radosław Kałużny   | 2 de febrero de 1974 (28 años)     | 30   | Energie Cottbus      |
| 11  | DEL  | Emmanuel Olisadebe | 22 de diciembre de 1978 (23 años)  | 16   | Panathinaikos        |
| 12  | POR  | Radosław Majdan    | 10 de mayo de 1972 (30 años)       | 5    | Göztepe              |
| 13  | DEF  | Arkadiusz Głowacki | 13 de marzo de 1979 (23 años)      | 2    | Wisła Kraków         |
| 14  | DEL  | Marcin Żewłakow    | 22 de abril de 1976 (26 años)      | 17   | Mouscron             |
| 15  | DEF  | Tomasz Wałdoch     | 10 de mayo de 1971 (31 años)       | 71   | Schalke 04           |
| 16  | DEF  | Maciej Murawski    | 20 de febrero de 1974 (28 años)    | 4    | Legia Warsaw         |
| 17  | MED  | Arkadiusz Bąk      | 6 de octubre de 1974 (27 años)     | 12   | Widzew Łódź          |
| 18  | MED  | Jacek Krzynówek    | 15 de mayo de 1976 (26 años)       | 23   | 1. FC Nürnberg       |
| 19  | DEL  | Maciej Żurawski    | 12 de septiembre de 1976 (25 años) | 9    | Wisła Kraków         |
| 20  | DEF  | Jacek Bąk          | 24 de marzo de 1973 (29 años)      | 36   | Lens                 |
| 21  | MED  | Marek Koźmiński    | 7 de febrero de 1971 (31 años)     | 42   | Ancona               |
| 22  | POR  | Adam Matysek       | 19 de julio de 1968 (33 años)      | 34   | RKS Radomsko         |
| 23  | MED  | Paweł Sibik        | 15 de febrero de 1971 (31 años)    | 2    | Odra Wodzisław       |

#### Portugal
Entrenador:  António Oliveira
| No. | Pos. | Jugador          | Fecha de nacimiento (edad)         | Apa. | Club           |
| --- | ---- | ---------------- | ---------------------------------- | ---- | -------------- |
| 1   | POR  | Vítor Baía       | 15 de octubre de 1969 (32 años)    | 75   | Porto          |
| 2   | DEF  | Jorge Costa      | 14 de octubre de 1971 (30 años)    | 46   | Porto          |
| 3   | DEF  | Abel Xavier      | 30 de noviembre de 1972 (29 años)  | 18   | Liverpool      |
| 4   | DEF  | Marco Caneira    | 9 de febrero de 1979 (23 años)     | 1    | Benfica        |
| 5   | DEF  | Fernando Couto   | 2 de agosto de 1969 (32 años)      | 82   | Lazio          |
| 6   | MED  | Paulo Sousa      | 30 de agosto de 1970 (31 años)     | 50   | Espanyol       |
| 7   | MED  | Luís Figo        | 4 de noviembre de 1972 (29 años)   | 81   | Real Madrid    |
| 8   | DEL  | João Pinto       | 19 de agosto de 1971 (30 años)     | 77   | Sporting CP    |
| 9   | DEL  | Pauleta          | 28 de abril de 1973 (29 años)      | 33   | Bordeaux       |
| 10  | MED  | Rui Costa        | 29 de marzo de 1972 (30 años)      | 67   | Milan          |
| 11  | MED  | Sérgio Conceição | 15 de noviembre de 1974 (27 años)  | 41   | Inter de Milán |
| 12  | MED  | Hugo Viana       | 15 de enero de 1983 (19 años)      | 4    | Sporting CP    |
| 13  | DEF  | Jorge Andrade    | 9 de abril de 1978 (24 años)       | 5    | Porto          |
| 14  | MED  | Pedro Barbosa    | 6 de agosto de 1970 (31 años)      | 21   | Sporting CP    |
| 15  | POR  | Nélson Pereira   | 20 de octubre de 1975 (26 años)    | 1    | Sporting CP    |
| 16  | POR  | Ricardo          | 11 de febrero de 1976 (26 años)    | 10   | Boavista       |
| 17  | MED  | Paulo Bento      | 20 de junio de 1969 (32 años)      | 31   | Sporting CP    |
| 18  | DEF  | Nuno Frechaut    | 24 de septiembre de 1977 (24 años) | 9    | Boavista       |
| 19  | MED  | Capucho          | 21 de febrero de 1972 (30 años)    | 29   | Porto          |
| 20  | MED  | Petit            | 25 de septiembre de 1976 (25 años) | 9    | Boavista       |
| 21  | DEL  | Nuno Gomes       | 5 de julio de 1976 (25 años)       | 28   | Fiorentina     |
| 22  | DEF  | Beto             | 3 de mayo de 1976 (26 años)        | 16   | Sporting CP    |
| 23  | DEF  | Rui Jorge        | 27 de marzo de 1973 (29 años)      | 20   | Sporting CP    |

#### Corea del Sur
Entrenador:  Guus Hiddink
| No. | Pos. | Jugador        | Fecha de nacimiento (edad)         | Apa. | Club                    |
| --- | ---- | -------------- | ---------------------------------- | ---- | ----------------------- |
| 1   | POR  | Lee Woon-jae   | 26 de abril de 1973 (29 años)      | 31   | Suwon Samsung Bluewings |
| 2   | DEF  | Hyun Young-min | 25 de diciembre de 1979 (22 años)  | 8    | Ulsan Hyundai Horangi   |
| 3   | MED  | Choi Sung-yong | 25 de diciembre de 1975 (26 años)  | 60   | Suwon Samsung Bluewings |
| 4   | DEF  | Choi Jin-cheul | 26 de marzo de 1971 (31 años)      | 15   | Jeonbuk Hyundai Motors  |
| 5   | MED  | Kim Nam-il     | 14 de marzo de 1977 (25 años)      | 23   | Jeonnam Dragons         |
| 6   | DEF  | Yoo Sang-chul  | 18 de octubre de 1971 (30 años)    | 93   | Kashiwa Reysol          |
| 7   | DEF  | Kim Tae-young  | 8 de noviembre de 1970 (31 años)   | 78   | Jeonnam Dragons         |
| 8   | MED  | Choi Tae-uk    | 13 de marzo de 1981 (21 años)      | 16   | Anyang LG Cheetahs      |
| 9   | DEL  | Seol Ki-hyeon  | 8 de enero de 1979 (23 años)       | 31   | Anderlecht              |
| 10  | MED  | Lee Young-pyo  | 23 de abril de 1977 (25 años)      | 51   | Anyang LG Cheetahs      |
| 11  | DEL  | Choi Yong-soo  | 10 de septiembre de 1973 (28 años) | 58   | JEF United Ichihara     |
| 12  | POR  | Kim Byung-ji   | 8 de abril de 1970 (32 años)       | 58   | Pohang Steelers         |
| 13  | MED  | Lee Eul-yong   | 8 de septiembre de 1975 (26 años)  | 19   | Bucheon SK              |
| 14  | DEL  | Lee Chun-soo   | 9 de julio de 1981 (20 años)       | 22   | Ulsan Hyundai Horangi   |
| 15  | DEF  | Lee Min-sung   | 23 de junio de 1973 (28 años)      | 52   | Busan I'Cons            |
| 16  | DEL  | Cha Du-ri      | 25 de julio de 1980 (21 años)      | 12   | Korea University        |
| 17  | MED  | Yoon Jong-hwan | 16 de febrero de 1973 (29 años)    | 36   | Cerezo Osaka            |
| 18  | DEL  | Hwang Sun-hong | 14 de julio de 1968 (33 años)      | 97   | Kashiwa Reysol          |
| 19  | DEL  | Ahn Jung-hwan  | 27 de enero de 1976 (26 años)      | 19   | Perugia                 |
| 20  | DEF  | Hong Myung-bo  | 12 de febrero de 1969 (33 años)    | 128  | Pohang Steelers         |
| 21  | MED  | Park Ji-sung   | 25 de febrero de 1981 (21 años)    | 33   | Kyoto Purple Sanga      |
| 22  | MED  | Song Chong-gug | 20 de febrero de 1979 (23 años)    | 27   | Busan I'Cons            |
| 23  | POR  | Choi Eun-sung  | 5 de abril de 1971 (31 años)       | 1    | Daejeon Citizen         |

#### Estados Unidos
Entrenador:  Bruce Arena
| No. | Pos. | Jugador          | Fecha de nacimiento (edad)        | Apa. | Club                   |
| --- | ---- | ---------------- | --------------------------------- | ---- | ---------------------- |
| 1   | POR  | Brad Friedel     | 8 de mayo de 1971 (31 años)       | 74   | Blackburn Rovers       |
| 2   | MED  | Frankie Hejduk   | 5 de agosto de 1974 (27 años)     | 38   | Bayer Leverkusen       |
| 3   | DEF  | Gregg Berhalter  | 1 de agosto de 1973 (28 años)     | 25   | Crystal Palace         |
| 4   | DEF  | Pablo Mastroeni  | 29 de agosto de 1976 (25 años)    | 8    | Colorado Rapids        |
| 5   | MED  | John O'Brien     | 29 de agosto de 1977 (24 años)    | 13   | Ajax                   |
| 6   | DEF  | David Regis      | 2 de diciembre de 1968 (33 años)  | 28   | Metz                   |
| 7   | MED  | Eddie Lewis      | 17 de mayo de 1974 (28 años)      | 38   | Fulham                 |
| 8   | MED  | Earnie Stewart   | 28 de marzo de 1969 (33 años)     | 77   | NAC Breda              |
| 9   | DEL  | Joe-Max Moore    | 23 de febrero de 1971 (31 años)   | 95   | Everton                |
| 10  | MED  | Claudio Reyna    | 20 de julio de 1973 (28 años)     | 86   | Sunderland             |
| 11  | DEL  | Clint Mathis     | 25 de noviembre de 1976 (25 años) | 19   | MetroStars             |
| 12  | DEF  | Jeff Agoos       | 2 de mayo de 1968 (34 años)       | 127  | San Jose Earthquakes   |
| 13  | MED  | Cobi Jones       | 16 de junio de 1970 (31 años)     | 153  | LA Galaxy              |
| 14  | DEF  | Steve Cherundolo | 19 de febrero de 1979 (23 años)   | 10   | Hannover 96            |
| 15  | DEL  | Josh Wolff       | 25 de febrero de 1977 (25 años)   | 16   | Chicago Fire           |
| 16  | DEF  | Carlos Llamosa   | 30 de junio de 1969 (32 años)     | 26   | New England Revolution |
| 17  | MED  | DaMarcus Beasley | 24 de mayo de 1982 (20 años)      | 9    | Chicago Fire           |
| 18  | POR  | Kasey Keller     | 29 de noviembre de 1969 (32 años) | 58   | Tottenham Hotspur      |
| 19  | POR  | Tony Meola       | 21 de febrero de 1969 (33 años)   | 98   | Kansas City Wizards    |
| 20  | DEL  | Brian McBride    | 19 de junio de 1972 (29 años)     | 58   | Columbus Crew          |
| 21  | DEL  | Landon Donovan   | 4 de marzo de 1982 (20 años)      | 20   | San Jose Earthquakes   |
| 22  | DEF  | Tony Sanneh      | 1 de junio de 1971 (30 años)      | 29   | 1. FC Nürnberg         |
| 23  | DEF  | Eddie Pope       | 24 de diciembre de 1973 (28 años) | 48   | D.C. United            |

### Grupo E

#### Camerún
Entrenador:  Winfried Schäfer
| No. | Pos. | Jugador            | Fecha de nacimiento (edad)        | Apa. | Club             |
| --- | ---- | ------------------ | --------------------------------- | ---- | ---------------- |
| 1   | POR  | Alioum Boukar      | 3 de enero de 1972 (30 años)      | 46   | Samsunspor       |
| 2   | DEF  | Bill Tchato        | 14 de mayo de 1975 (27 años)      | 12   | Montpellier      |
| 3   | DEF  | Pierre Womé        | 26 de marzo de 1979 (23 años)     | 46   | Bologna          |
| 4   | DEF  | Rigobert Song      | 1 de julio de 1976 (25 años)      | 59   | 1. FC Köln       |
| 5   | DEF  | Raymond Kalla      | 22 de abril de 1975 (27 años)     | 47   | Extremadura      |
| 6   | DEF  | Pierre Njanka      | 15 de marzo de 1975 (27 años)     | 31   | Strasbourg       |
| 7   | MED  | Joseph N'Do        | 28 de abril de 1976 (26 años)     | 16   | Al-Khaleej       |
| 8   | DEF  | Geremi             | 20 de diciembre de 1978 (23 años) | 38   | Real Madrid      |
| 9   | DEL  | Samuel Eto'o       | 10 de marzo de 1981 (21 años)     | 27   | Mallorca         |
| 10  | DEL  | Patrick M'Boma     | 15 de noviembre de 1970 (31 años) | 42   | Sunderland       |
| 11  | DEL  | Pius Ndiefi        | 5 de julio de 1975 (26 años)      | 13   | Sedan            |
| 12  | MED  | Lauren             | 19 de enero de 1977 (25 años)     | 15   | Arsenal          |
| 13  | DEF  | Lucien Mettomo     | 19 de abril de 1977 (25 años)     | 17   | Manchester City  |
| 14  | MED  | Joël Epalle        | 20 de febrero de 1978 (24 años)   | 22   | Panachaiki       |
| 15  | MED  | Nicolas Alnoudji   | 9 de diciembre de 1979 (22 años)  | 15   | Rizespor         |
| 16  | POR  | Jacques Songo'o    | 17 de marzo de 1964 (38 años)     | 66   | Metz             |
| 17  | MED  | Marc-Vivien Foé    | 1 de mayo de 1975 (27 años)       | 47   | Lyon             |
| 18  | DEL  | Patrick Suffo      | 17 de enero de 1978 (24 años)     | 18   | Sheffield United |
| 19  | MED  | Eric Djemba-Djemba | 4 de mayo de 1981 (21 años)       | 0    | Nantes           |
| 20  | MED  | Salomon Olembé     | 8 de diciembre de 1980 (21 años)  | 39   | Marseille        |
| 21  | DEL  | Joseph-Désiré Job  | 1 de diciembre de 1977 (24 años)  | 34   | Metz             |
| 22  | POR  | Carlos Kameni      | 18 de febrero de 1984 (18 años)   | 1    | Le Havre         |
| 23  | MED  | Daniel Kome        | 19 de mayo de 1980 (22 años)      | 4    | Numancia         |

#### Alemania
Entrenador:  Rudi Völler
| No. | Pos. | Jugador             | Fecha de nacimiento (edad)         | Apa. | Club                 |
| --- | ---- | ------------------- | ---------------------------------- | ---- | -------------------- |
| 1   | POR  | Oliver Kahn         | 15 de junio de 1969 (32 años)      | 45   | Bayern Múnich        |
| 2   | DEF  | Thomas Linke        | 26 de diciembre de 1969 (32 años)  | 34   | Bayern Múnich        |
| 3   | DEF  | Marko Rehmer        | 29 de abril de 1972 (30 años)      | 27   | Hertha BSC           |
| 4   | DEF  | Frank Baumann       | 29 de octubre de 1975 (26 años)    | 11   | Werder Bremen        |
| 5   | MED  | Carsten Ramelow     | 20 de marzo de 1974 (28 años)      | 25   | Bayer Leverkusen     |
| 6   | DEF  | Christian Ziege     | 1 de febrero de 1972 (30 años)     | 66   | Tottenham Hotspur    |
| 7   | DEL  | Oliver Neuville     | 1 de mayo de 1973 (29 años)        | 30   | Bayer Leverkusen     |
| 8   | MED  | Dietmar Hamann      | 27 de agosto de 1973 (28 años)     | 40   | Liverpool            |
| 9   | DEL  | Carsten Jancker     | 28 de agosto de 1974 (27 años)     | 26   | Bayern Múnich        |
| 10  | MED  | Lars Ricken         | 10 de julio de 1976 (25 años)      | 16   | Borussia Dortmund    |
| 11  | DEL  | Miroslav Klose      | 9 de junio de 1978 (23 años)       | 12   | 1. FC Kaiserslautern |
| 12  | POR  | Jens Lehmann        | 10 de noviembre de 1969 (32 años)  | 14   | Borussia Dortmund    |
| 13  | MED  | Michael Ballack     | 26 de septiembre de 1976 (25 años) | 22   | Bayer Leverkusen     |
| 14  | DEL  | Gerald Asamoah      | 3 de octubre de 1978 (23 años)     | 11   | Schalke 04           |
| 15  | DEF  | Sebastian Kehl      | 13 de febrero de 1980 (22 años)    | 8    | Borussia Dortmund    |
| 16  | MED  | Jens Jeremies       | 5 de marzo de 1974 (28 años)       | 33   | Bayern Múnich        |
| 17  | MED  | Marco Bode          | 23 de julio de 1969 (32 años)      | 34   | Werder Bremen        |
| 18  | MED  | Jörg Böhme          | 22 de enero de 1974 (28 años)      | 6    | Schalke 04           |
| 19  | MED  | Bernd Schneider     | 17 de noviembre de 1973 (28 años)  | 9    | Bayer Leverkusen     |
| 20  | DEL  | Oliver Bierhoff     | 1 de mayo de 1968 (34 años)        | 65   | Monaco               |
| 21  | DEF  | Christoph Metzelder | 5 de noviembre de 1980 (21 años)   | 6    | Borussia Dortmund    |
| 22  | MED  | Torsten Frings      | 22 de noviembre de 1976 (25 años)  | 8    | Werder Bremen        |
| 23  | POR  | Hans-Jörg Butt      | 28 de mayo de 1974 (28 años)       | 2    | Bayer Leverkusen     |

#### Irlanda
Entrenador:  Mick McCarthy
Nota: Roy Keane dejó el equipo antes del torneo y no fue reemplazado. Véase incidente de Saipan. Técnicamente, Keane todavía formaba parte del plantel, y así aparece en las listas de equipos oficiales de la FIFA.
| No. | Pos. | Jugador          | Fecha de nacimiento (edad)         | Apa. | Club              |
| --- | ---- | ---------------- | ---------------------------------- | ---- | ----------------- |
| 1   | POR  | Shay Given       | 20 de abril de 1976 (26 años)      | 39   | Newcastle United  |
| 2   | DEF  | Steve Finnan     | 24 de abril de 1976 (26 años)      | 13   | Fulham            |
| 3   | DEF  | Ian Harte        | 31 de agosto de 1977 (24 años)     | 40   | Leeds United      |
| 4   | DEF  | Kenny Cunningham | 28 de junio de 1971 (30 años)      | 38   | Wimbledon         |
| 5   | DEF  | Steve Staunton   | 19 de enero de 1969 (33 años)      | 98   | Aston Villa       |
| 6   | MED  | Roy Keane        | 10 de agosto de 1971 (30 años)     | 58   | Manchester United |
| 7   | MED  | Jason McAteer    | 18 de junio de 1971 (30 años)      | 47   | Sunderland        |
| 8   | MED  | Matt Holland     | 11 de abril de 1974 (28 años)      | 19   | Ipswich Town      |
| 9   | MED  | Damien Duff      | 2 de marzo de 1979 (23 años)       | 26   | Blackburn Rovers  |
| 10  | DEL  | Robbie Keane     | 8 de julio de 1980 (21 años)       | 33   | Leeds United      |
| 11  | MED  | Kevin Kilbane    | 1 de febrero de 1977 (25 años)     | 31   | Sunderland        |
| 12  | MED  | Mark Kinsella    | 12 de agosto de 1972 (29 años)     | 28   | Charlton Athletic |
| 13  | DEL  | David Connolly   | 6 de junio de 1977 (24 años)       | 33   | Wimbledon         |
| 14  | DEF  | Gary Breen       | 12 de diciembre de 1973 (28 años)  | 43   | Coventry City     |
| 15  | DEF  | Richard Dunne    | 21 de septiembre de 1979 (22 años) | 14   | Manchester City   |
| 16  | POR  | Dean Kiely       | 10 de octubre de 1970 (31 años)    | 6    | Charlton Athletic |
| 17  | DEL  | Niall Quinn      | 6 de octubre de 1966 (35 años)     | 88   | Sunderland        |
| 18  | DEF  | Gary Kelly       | 9 de julio de 1974 (27 años)       | 46   | Leeds United      |
| 19  | DEL  | Clinton Morrison | 14 de mayo de 1979 (23 años)       | 7    | Crystal Palace    |
| 20  | DEF  | Andrew O'Brien   | 29 de junio de 1979 (22 años)      | 5    | Newcastle United  |
| 21  | MED  | Steven Reid      | 10 de marzo de 1981 (21 años)      | 5    | Millwall          |
| 22  | MED  | Lee Carsley      | 28 de febrero de 1974 (28 años)    | 19   | Everton           |
| 23  | POR  | Alan Kelly       | 11 de agosto de 1968 (33 años)     | 34   | Blackburn Rovers  |

#### Arabia Saudita
Entrenador:  Nasser Al-Johar
| No. | Pos. | Jugador              | Fecha de nacimiento (edad)         | Apa. | Club       |
| --- | ---- | -------------------- | ---------------------------------- | ---- | ---------- |
| 1   | POR  | Mohamed Al-Deayea    | 2 de agosto de 1972 (29 años)      | 168  | Al Hilal   |
| 2   | DEF  | Mohammed Al-Jahani   | 28 de septiembre de 1974 (27 años) | 73   | Al Ahli    |
| 3   | DEF  | Redha Tukar          | 29 de noviembre de 1975 (26 años)  | 5    | Al Shabab  |
| 4   | DEF  | Abdullah Zubromawi   | 15 de noviembre de 1973 (28 años)  | 115  | Al Ahli    |
| 5   | DEF  | Mohsin al-Harthi     | 17 de julio de 1976 (25 años)      | 20   | Al Nassr   |
| 6   | DEF  | Fouzi Al-Shehri      | 15 de mayo de 1980 (22 años)       | 2    | Al Ahli    |
| 7   | MED  | Ibrahim Al-Shahrani  | 21 de julio de 1974 (27 años)      | 59   | Al Ahli    |
| 8   | MED  | Mohammed Noor        | 26 de febrero de 1978 (24 años)    | 29   | Al-Ittihad |
| 9   | DEL  | Sami Al-Jaber        | 11 de diciembre de 1972 (29 años)  | 148  | Al Hilal   |
| 10  | MED  | Mohammad Al-Shalhoub | 8 de diciembre de 1980 (21 años)   | 17   | Al Hilal   |
| 11  | DEL  | Obeid Al-Dosari      | 2 de octubre de 1975 (26 años)     | 97   | Al Ahli    |
| 12  | DEF  | Ahmed Dokhi          | 25 de octubre de 1976 (25 años)    | 47   | Al Hilal   |
| 13  | DEF  | Hussein Sulaimani    | 21 de enero de 1977 (25 años)      | 80   | Al Ahli    |
| 14  | MED  | Abdulaziz Khathran   | 31 de julio de 1973 (28 años)      | 0    | Al Shabab  |
| 15  | DEL  | Abdullah Al-Dosari   | 10 de noviembre de 1977 (24 años)  | 20   | Al Hilal   |
| 16  | MED  | Khamis Al-Dosari     | 8 de septiembre de 1973 (28 años)  | 76   | Al-Ittihad |
| 17  | MED  | Abdullah Al-Waked    | 29 de septiembre de 1975 (26 años) | 45   | Al Shabab  |
| 18  | MED  | Nawaf Al-Temyat      | 28 de junio de 1976 (25 años)      | 48   | Al Hilal   |
| 19  | MED  | Omar Al-Ghamdi       | 11 de abril de 1979 (23 años)      | 28   | Al Hilal   |
| 20  | DEL  | Al Hasan Al-Yami     | 21 de agosto de 1972 (29 años)     | 18   | Al-Ittihad |
| 21  | POR  | Mabrouk Zaid         | 11 de febrero de 1979 (23 años)    | 1    | Al-Ittihad |
| 22  | POR  | Mohammed Al-Khojali  | 15 de enero de 1973 (29 años)      | 12   | Al Nassr   |
| 23  | DEF  | Mansour Al-Thagafi   | 14 de enero de 1979 (23 años)      | 0    | Al Nassr   |

### Grupo F

#### Argentina
Entrenador:  Marcelo Bielsa
| No. | Pos. | Jugador              | Fecha de nacimiento (edad)        | Apa. | Club                |
| --- | ---- | -------------------- | --------------------------------- | ---- | ------------------- |
| 1   | POR  | Germán Burgos        | 16 de abril de 1969 (33 años)     | 35   | Atlético Madrid     |
| 2   | DEF  | Roberto Ayala        | 14 de abril de 1973 (29 años)     | 74   | Valencia            |
| 3   | DEF  | Juan Pablo Sorín     | 5 de mayo de 1976 (26 años)       | 35   | Cruzeiro            |
| 4   | DEF  | Mauricio Pochettino  | 2 de marzo de 1972 (30 años)      | 16   | Paris Saint-Germain |
| 5   | MED  | Matías Almeyda       | 21 de diciembre de 1973 (28 años) | 33   | Parma               |
| 6   | DEF  | Walter Samuel        | 23 de marzo de 1978 (24 años)     | 30   | Roma                |
| 7   | DEL  | Claudio López        | 17 de julio de 1974 (27 años)     | 49   | Lazio               |
| 8   | DEF  | Javier Zanetti       | 10 de agosto de 1973 (28 años)    | 66   | Inter de Milán      |
| 9   | DEL  | Gabriel Batistuta    | 1 de febrero de 1969 (33 años)    | 75   | Roma                |
| 10  | DEL  | Ariel Ortega         | 4 de marzo de 1974 (28 años)      | 81   | River Plate         |
| 11  | MED  | Juan Sebastián Verón | 9 de marzo de 1975 (27 años)      | 47   | Manchester United   |
| 12  | POR  | Pablo Cavallero      | 13 de abril de 1974 (28 años)     | 8    | Celta Vigo          |
| 13  | DEF  | Diego Placente       | 24 de abril de 1977 (25 años)     | 6    | Bayer Leverkusen    |
| 14  | MED  | Diego Simeone        | 28 de abril de 1970 (32 años)     | 104  | Lazio               |
| 15  | MED  | Claudio Husaín       | 20 de noviembre de 1974 (27 años) | 14   | River Plate         |
| 16  | MED  | Pablo Aimar          | 3 de noviembre de 1979 (22 años)  | 18   | Valencia            |
| 17  | MED  | Gustavo López        | 13 de abril de 1973 (29 años)     | 31   | Celta Vigo          |
| 18  | MED  | Kily González        | 4 de agosto de 1974 (27 años)     | 30   | Valencia            |
| 19  | DEL  | Hernán Crespo        | 5 de julio de 1975 (26 años)      | 33   | Lazio               |
| 20  | MED  | Marcelo Gallardo     | 18 de enero de 1976 (26 años)     | 42   | Monaco              |
| 21  | DEL  | Claudio Caniggia     | 9 de enero de 1967 (35 años)      | 50   | Rangers             |
| 22  | DEF  | José Chamot          | 17 de mayo de 1969 (33 años)      | 42   | Milan               |
| 23  | POR  | Roberto Bonano       | 24 de enero de 1970 (32 años)     | 13   | Barcelona           |

Nota: Originalmente, a Ariel Ortega se le había asignado la camiseta número 23 y a Roberto Bonano, el número 24, ya que la Asociación del Fútbol Argentino había decidido retirar la casaca número 10 en honor a Diego Maradona. Sin embargo, la FIFA insistió en que todos los equipos debían estar numerados del 1 al 23, lo que llevó a Argentina a modificar su lista de buena fe.

#### Inglaterra
Entrenador:  Sven-Göran Eriksson
| No. | Pos. | Jugador          | Fecha de nacimiento (edad)         | Apa. | Club              |
| --- | ---- | ---------------- | ---------------------------------- | ---- | ----------------- |
| 1   | POR  | David Seaman     | 19 de septiembre de 1963 (38 años) | 68   | Arsenal           |
| 2   | DEF  | Danny Mills      | 18 de mayo de 1977 (25 años)       | 7    | Leeds United      |
| 3   | DEF  | Ashley Cole      | 20 de diciembre de 1980 (21 años)  | 8    | Arsenal           |
| 4   | MED  | Trevor Sinclair  | 2 de marzo de 1973 (29 años)       | 5    | West Ham United   |
| 5   | DEF  | Rio Ferdinand    | 7 de noviembre de 1978 (23 años)   | 21   | Leeds United      |
| 6   | DEF  | Sol Campbell     | 18 de septiembre de 1974 (27 años) | 45   | Arsenal           |
| 7   | MED  | David Beckham    | 2 de mayo de 1975 (27 años)        | 49   | Manchester United |
| 8   | MED  | Paul Scholes     | 16 de noviembre de 1974 (27 años)  | 43   | Manchester United |
| 9   | DEL  | Robbie Fowler    | 9 de abril de 1975 (27 años)       | 24   | Leeds United      |
| 10  | DEL  | Michael Owen     | 14 de diciembre de 1979 (22 años)  | 35   | Liverpool         |
| 11  | DEL  | Emile Heskey     | 11 de enero de 1978 (24 años)      | 23   | Liverpool         |
| 12  | DEF  | Wes Brown        | 13 de octubre de 1979 (22 años)    | 6    | Manchester United |
| 13  | POR  | Nigel Martyn     | 11 de agosto de 1966 (35 años)     | 22   | Leeds United      |
| 14  | DEF  | Wayne Bridge     | 5 de agosto de 1980 (21 años)      | 5    | Southampton       |
| 15  | DEF  | Martin Keown     | 24 de julio de 1966 (35 años)      | 42   | Arsenal           |
| 16  | DEF  | Gareth Southgate | 3 de septiembre de 1970 (31 años)  | 48   | Middlesbrough     |
| 17  | DEL  | Teddy Sheringham | 2 de abril de 1966 (36 años)       | 46   | Tottenham Hotspur |
| 18  | MED  | Owen Hargreaves  | 20 de enero de 1981 (21 años)      | 6    | Bayern Múnich     |
| 19  | MED  | Joe Cole         | 8 de noviembre de 1981 (20 años)   | 6    | West Ham United   |
| 20  | DEL  | Darius Vassell   | 13 de junio de 1980 (21 años)      | 5    | Aston Villa       |
| 21  | MED  | Nicky Butt       | 21 de enero de 1975 (27 años)      | 18   | Manchester United |
| 22  | POR  | David James      | 1 de agosto de 1970 (31 años)      | 9    | West Ham United   |
| 23  | MED  | Kieron Dyer      | 29 de diciembre de 1978 (23 años)  | 9    | Newcastle United  |

#### Nigeria
Entrenador:  Festus Onigbinde
| No. | Pos. | Jugador             | Fecha de nacimiento (edad)        | Apa. | Club                 |
| --- | ---- | ------------------- | --------------------------------- | ---- | -------------------- |
| 1   | POR  | Ike Shorunmu        | 16 de octubre de 1967 (34 años)   | 34   | Lucerne              |
| 2   | DEF  | Joseph Yobo         | 6 de septiembre de 1980 (21 años) | 14   | Marseille            |
| 3   | DEF  | Celestine Babayaro  | 29 de agosto de 1978 (23 años)    | 24   | Chelsea              |
| 4   | DEL  | Nwankwo Kanu        | 1 de agosto de 1976 (25 años)     | 33   | Arsenal              |
| 5   | DEF  | Isaac Okoronkwo     | 1 de mayo de 1978 (24 años)       | 12   | Shakhtar Donetsk     |
| 6   | DEF  | Taribo West         | 26 de marzo de 1974 (28 años)     | 38   | 1. FC Kaiserslautern |
| 7   | MED  | Pius Ikedia         | 11 de julio de 1980 (21 años)     | 9    | Ajax                 |
| 8   | MED  | Mutiu Adepoju       | 22 de diciembre de 1970 (31 años) | 49   | Salamanca            |
| 9   | DEL  | Bartholomew Ogbeche | 1 de octubre de 1984 (17 años)    | 4    | Paris Saint-Germain  |
| 10  | MED  | Jay-Jay Okocha      | 14 de agosto de 1973 (28 años)    | 56   | Paris Saint-Germain  |
| 11  | MED  | Garba Lawal         | 22 de mayo de 1974 (28 años)      | 34   | Roda JC              |
| 12  | POR  | Austin Ejide        | 8 de abril de 1984 (18 años)      | 3    | Gabros International |
| 13  | DEF  | Rabiu Afolabi       | 18 de abril de 1980 (22 años)     | 5    | Standard Liège       |
| 14  | DEF  | Ifeanyi Udeze       | 21 de julio de 1980 (21 años)     | 15   | PAOK                 |
| 15  | MED  | Justice Christopher | 24 de diciembre de 1981 (20 años) | 7    | Antwerp              |
| 16  | DEF  | Efe Sodje           | 5 de octubre de 1972 (29 años)    | 7    | Crewe Alexandra      |
| 17  | DEL  | Julius Aghahowa     | 12 de febrero de 1982 (20 años)   | 17   | Shakhtar Donetsk     |
| 18  | DEL  | Benedict Akwuegbu   | 3 de noviembre de 1974 (27 años)  | 16   | Shenyang Haishi      |
| 19  | DEF  | Eric Ejiofor        | 21 de julio de 1979 (22 años)     | 12   | Maccabi Haifa        |
| 20  | MED  | James Obiorah       | 24 de agosto de 1978 (23 años)    | 2    | Lokomotiv Moscow     |
| 21  | MED  | John Utaka          | 8 de enero de 1982 (20 años)      | 4    | Al Sadd              |
| 22  | POR  | Vincent Enyeama     | 29 de agosto de 1982 (19 años)    | 2    | Enyimba              |
| 23  | MED  | Femi Opabunmi       | 3 de marzo de 1985 (17 años)      | 2    | Ibadan               |

#### Suecia
Entrenadores:  Lars Lagerbäck y  Tommy Söderberg
| No. | Pos. | Jugador              | Fecha de nacimiento (edad)         | Apa. | Club          |
| --- | ---- | -------------------- | ---------------------------------- | ---- | ------------- |
| 1   | POR  | Magnus Hedman        | 19 de marzo de 1973 (29 años)      | 44   | Coventry City |
| 2   | DEF  | Olof Mellberg        | 3 de septiembre de 1977 (24 años)  | 21   | Aston Villa   |
| 3   | DEF  | Patrik Andersson     | 18 de agosto de 1971 (30 años)     | 95   | Barcelona     |
| 4   | DEF  | Johan Mjällby        | 9 de febrero de 1971 (31 años)     | 35   | Celtic        |
| 5   | DEF  | Michael Svensson     | 25 de noviembre de 1975 (26 años)  | 11   | Troyes        |
| 6   | MED  | Tobias Linderoth     | 21 de abril de 1979 (23 años)      | 19   | Everton       |
| 7   | MED  | Niclas Alexandersson | 29 de diciembre de 1971 (30 años)  | 58   | Everton       |
| 8   | MED  | Anders Svensson      | 17 de julio de 1976 (25 años)      | 24   | Southampton   |
| 9   | MED  | Fredrik Ljungberg    | 16 de abril de 1977 (25 años)      | 31   | Arsenal       |
| 10  | DEL  | Marcus Allbäck       | 5 de julio de 1973 (28 años)       | 18   | Heerenveen    |
| 11  | DEL  | Henrik Larsson       | 20 de septiembre de 1971 (30 años) | 67   | Celtic        |
| 12  | POR  | Magnus Kihlstedt     | 29 de febrero de 1972 (30 años)    | 12   | Copenhagen    |
| 13  | DEF  | Tomas Antonelius     | 7 de mayo de 1973 (29 años)        | 6    | Copenhagen    |
| 14  | DEF  | Erik Edman           | 11 de noviembre de 1978 (23 años)  | 5    | Heerenveen    |
| 15  | DEF  | Andreas Jakobsson    | 6 de octubre de 1972 (29 años)     | 12   | Hansa Rostock |
| 16  | DEF  | Teddy Lučić          | 15 de abril de 1973 (29 años)      | 41   | AIK           |
| 17  | MED  | Magnus Svensson      | 10 de marzo de 1969 (33 años)      | 24   | Brøndby       |
| 18  | MED  | Mattias Jonson       | 16 de enero de 1974 (28 años)      | 23   | Brøndby       |
| 19  | MED  | Pontus Farnerud      | 4 de junio de 1980 (21 años)       | 2    | Monaco        |
| 20  | MED  | Daniel Andersson     | 28 de agosto de 1977 (24 años)     | 38   | Venezia       |
| 21  | DEL  | Zlatan Ibrahimović   | 3 de octubre de 1981 (20 años)     | 9    | Ajax          |
| 22  | DEL  | Andreas Andersson    | 10 de abril de 1974 (28 años)      | 32   | AIK           |
| 23  | POR  | Andreas Isaksson     | 3 de octubre de 1981 (20 años)     | 1    | Djurgården    |

### Grupo G

#### Croacia
Entrenador:  Mirko Jozić
| No. | Pos. | Jugador           | Fecha de nacimiento (edad)         | Apa. | Club             |
| --- | ---- | ----------------- | ---------------------------------- | ---- | ---------------- |
| 1   | POR  | Stipe Pletikosa   | 8 de enero de 1979 (23 años)       | 17   | Hajduk Split     |
| 2   | DEF  | Anthony Šerić     | 15 de enero de 1979 (23 años)      | 8    | Hellas Verona    |
| 3   | DEF  | Josip Šimunić     | 18 de febrero de 1978 (24 años)    | 6    | Hertha BSC       |
| 4   | DEF  | Stjepan Tomas     | 6 de marzo de 1976 (26 años)       | 17   | Vicenza          |
| 5   | MED  | Milan Rapaić      | 16 de agosto de 1973 (28 años)     | 23   | Fenerbahçe       |
| 6   | DEF  | Boris Živković    | 15 de noviembre de 1975 (26 años)  | 15   | Bayer Leverkusen |
| 7   | DEL  | Davor Vugrinec    | 24 de marzo de 1975 (27 años)      | 21   | Lecce            |
| 8   | MED  | Robert Prosinečki | 12 de enero de 1969 (33 años)      | 48   | Portsmouth       |
| 9   | DEL  | Davor Šuker       | 1 de enero de 1968 (34 años)       | 68   | 1860 Múnich      |
| 10  | MED  | Niko Kovač        | 15 de octubre de 1971 (30 años)    | 20   | Bayern Múnich    |
| 11  | DEL  | Alen Bokšić       | 21 de enero de 1970 (32 años)      | 36   | Middlesbrough    |
| 12  | POR  | Tomislav Butina   | 30 de marzo de 1974 (28 años)      | 7    | Dinamo Zagreb    |
| 13  | MED  | Mario Stanić      | 10 de abril de 1972 (30 años)      | 43   | Chelsea          |
| 14  | MED  | Zvonimir Soldo    | 2 de noviembre de 1967 (34 años)   | 59   | VfB Stuttgart    |
| 15  | DEF  | Daniel Šarić      | 4 de agosto de 1972 (29 años)      | 25   | Panathinaikos    |
| 16  | MED  | Jurica Vranješ    | 31 de enero de 1980 (22 años)      | 7    | Bayer Leverkusen |
| 17  | DEF  | Robert Jarni      | 26 de octubre de 1968 (33 años)    | 78   | Panathinaikos    |
| 18  | DEL  | Ivica Olić        | 14 de septiembre de 1979 (22 años) | 4    | Zagreb           |
| 19  | DEL  | Goran Vlaović     | 7 de agosto de 1972 (29 años)      | 50   | Panathinaikos    |
| 20  | DEF  | Dario Šimić       | 12 de noviembre de 1975 (26 años)  | 48   | Inter de Milán   |
| 21  | DEF  | Robert Kovač      | 6 de abril de 1974 (28 años)       | 19   | Bayern Múnich    |
| 22  | DEL  | Boško Balaban     | 15 de octubre de 1978 (23 años)    | 13   | Aston Villa      |
| 23  | POR  | Vladimir Vasilj   | 6 de julio de 1975 (26 años)       | 2    | Zagreb           |

Nota: los partidos jugados para Yugoslavia no se cuentan.

#### Ecuador
Entrenador:  Hernán Darío Gómez
| No. | Pos. | Jugador                 | Fecha de nacimiento (edad)         | Apa. | Club            |
| --- | ---- | ----------------------- | ---------------------------------- | ---- | --------------- |
| 1   | POR  | José Francisco Cevallos | 17 de abril de 1971 (31 años)      | 62   | Barcelona SC    |
| 2   | DEF  | Augusto Poroso          | 13 de abril de 1974 (28 años)      | 26   | Emelec          |
| 3   | DEF  | Iván Hurtado            | 16 de agosto de 1974 (27 años)     | 90   | Barcelona SC    |
| 4   | DEF  | Ulises de la Cruz       | 8 de febrero de 1974 (28 años)     | 52   | Hibernian       |
| 5   | MED  | Alfonso Obregón         | 12 de mayo de 1972 (30 años)       | 40   | LDU Quito       |
| 6   | DEF  | Raúl Guerrón            | 12 de octubre de 1976 (25 años)    | 23   | Deportivo Quito |
| 7   | DEL  | Nicolás Asencio         | 26 de abril de 1975 (27 años)      | 4    | Barcelona SC    |
| 8   | MED  | Luis Gómez              | 20 de abril de 1972 (30 años)      | 8    | Barcelona SC    |
| 9   | DEL  | Iván Kaviedes           | 24 de octubre de 1977 (24 años)    | 26   | Barcelona SC    |
| 10  | MED  | Álex Aguinaga           | 9 de julio de 1968 (33 años)       | 92   | Necaxa          |
| 11  | DEL  | Agustín Delgado         | 23 de diciembre de 1974 (27 años)  | 46   | Southampton     |
| 12  | POR  | Oswaldo Ibarra          | 8 de septiembre de 1969 (32 años)  | 21   | El Nacional     |
| 13  | DEL  | Ángel Fernández         | 2 de agosto de 1971 (30 años)      | 68   | El Nacional     |
| 14  | MED  | Juan Carlos Burbano     | 15 de febrero de 1969 (33 años)    | 18   | El Nacional     |
| 15  | DEF  | Marlon Ayoví            | 27 de septiembre de 1971 (30 años) | 26   | Deportivo Quito |
| 16  | MED  | Cléber Chalá            | 29 de junio de 1971 (30 años)      | 64   | El Nacional     |
| 17  | DEF  | Giovanny Espinoza       | 12 de abril de 1977 (25 años)      | 19   | Aucas           |
| 18  | DEL  | Carlos Tenorio          | 14 de mayo de 1979 (23 años)       | 9    | LDU Quito       |
| 19  | DEL  | Édison Méndez           | 16 de marzo de 1979 (23 años)      | 24   | Deportivo Quito |
| 20  | MED  | Edwin Tenorio           | 16 de junio de 1976 (25 años)      | 33   | Barcelona SC    |
| 21  | MED  | Wellington Sánchez      | 19 de junio de 1974 (27 años)      | 35   | Emelec          |
| 22  | POR  | Daniel Viteri           | 12 de diciembre de 1981 (20 años)  | 0    | Emelec          |
| 23  | DEF  | Walter Ayoví            | 11 de agosto de 1979 (22 años)     | 2    | Emelec          |

#### Italia
Entrenador:  Giovanni Trapattoni
| No. | Pos. | Jugador              | Fecha de nacimiento (edad)         | Apa. | Club           |
| --- | ---- | -------------------- | ---------------------------------- | ---- | -------------- |
| 1   | POR  | Gianluigi Buffon     | 28 de enero de 1978 (24 años)      | 26   | Juventus       |
| 2   | DEF  | Christian Panucci    | 12 de abril de 1973 (29 años)      | 24   | Roma           |
| 3   | DEF  | Paolo Maldini        | 26 de junio de 1968 (33 años)      | 122  | Milan          |
| 4   | DEF  | Francesco Coco       | 8 de enero de 1977 (25 años)       | 13   | Barcelona      |
| 5   | DEF  | Fabio Cannavaro      | 13 de septiembre de 1973 (28 años) | 58   | Parma          |
| 6   | MED  | Cristiano Zanetti    | 14 de abril de 1977 (25 años)      | 4    | Inter de Milán |
| 7   | DEL  | Alessandro Del Piero | 9 de noviembre de 1974 (27 años)   | 49   | Juventus       |
| 8   | MED  | Gennaro Gattuso      | 9 de enero de 1978 (24 años)       | 13   | Milan          |
| 9   | DEL  | Filippo Inzaghi      | 9 de agosto de 1973 (28 años)      | 38   | Milan          |
| 10  | DEL  | Francesco Totti      | 27 de septiembre de 1976 (25 años) | 29   | Roma           |
| 11  | MED  | Cristiano Doni       | 1 de abril de 1973 (29 años)       | 3    | Atalanta       |
| 12  | POR  | Christian Abbiati    | 8 de julio de 1977 (24 años)       | 0    | Milan          |
| 13  | DEF  | Alessandro Nesta     | 19 de marzo de 1976 (26 años)      | 43   | Lazio          |
| 14  | MED  | Luigi Di Biagio      | 3 de junio de 1971 (30 años)       | 28   | Inter de Milán |
| 15  | DEF  | Mark Iuliano         | 12 de agosto de 1973 (28 años)     | 16   | Juventus       |
| 16  | MED  | Angelo Di Livio      | 26 de julio de 1966 (35 años)      | 38   | Fiorentina     |
| 17  | MED  | Damiano Tommasi      | 17 de mayo de 1974 (28 años)       | 14   | Roma           |
| 18  | DEL  | Marco Delvecchio     | 7 de abril de 1973 (29 años)       | 16   | Roma           |
| 19  | DEF  | Gianluca Zambrotta   | 19 de febrero de 1977 (25 años)    | 23   | Juventus       |
| 20  | DEL  | Vincenzo Montella    | 18 de junio de 1974 (27 años)      | 14   | Roma           |
| 21  | DEL  | Christian Vieri      | 12 de julio de 1973 (28 años)      | 24   | Inter de Milán |
| 22  | POR  | Francesco Toldo      | 2 de diciembre de 1971 (30 años)   | 22   | Inter de Milán |
| 23  | DEF  | Marco Materazzi      | 19 de agosto de 1973 (28 años)     | 7    | Inter de Milán |

#### México
Entrenador:  Javier Aguirre
| No. | Pos. | Jugador                   | Fecha de nacimiento (edad)         | Apa. | Club          |
| --- | ---- | ------------------------- | ---------------------------------- | ---- | ------------- |
| 1   | POR  | Oscar Pérez               | 1 de febrero de 1973 (29 años)     | 37   | Cruz Azul     |
| 2   | DEF  | Francisco Gabriel de Anda | 5 de junio de 1971 (30 años)       | 15   | Pachuca       |
| 3   | MED  | Rafael García             | 14 de agosto de 1974 (27 años)     | 21   | Toluca        |
| 4   | MED  | Rafael Márquez            | 13 de febrero de 1979 (23 años)    | 36   | Monaco        |
| 5   | DEF  | Manuel Vidrio             | 23 de agosto de 1972 (29 años)     | 27   | Pachuca       |
| 6   | MED  | Gerardo Torrado           | 30 de abril de 1979 (23 años)      | 28   | Sevilla       |
| 7   | MED  | Ramón Morales             | 10 de octubre de 1975 (26 años)    | 17   | Guadalajara   |
| 8   | MED  | Alberto García Aspe       | 11 de mayo de 1967 (35 años)       | 108  | Puebla        |
| 9   | DEL  | Jared Borgetti            | 14 de agosto de 1973 (28 años)     | 29   | Santos Laguna |
| 10  | DEL  | Cuauhtémoc Blanco         | 17 de enero de 1973 (29 años)      | 75   | Valladolid    |
| 11  | MED  | Braulio Luna              | 8 de septiembre de 1974 (27 años)  | 15   | Necaxa        |
| 12  | POR  | Oswaldo Sánchez           | 21 de septiembre de 1973 (28 años) | 22   | Guadalajara   |
| 13  | MED  | Sigifredo Mercado         | 21 de diciembre de 1968 (33 años)  | 18   | Atlas         |
| 14  | MED  | Germán Villa              | 2 de abril de 1973 (29 años)       | 46   | América       |
| 15  | DEL  | Luis Hernández            | 22 de diciembre de 1968 (33 años)  | 85   | América       |
| 16  | DEF  | Salvador Carmona          | 22 de agosto de 1975 (26 años)     | 56   | Toluca        |
| 17  | DEL  | Francisco Palencia        | 28 de abril de 1973 (29 años)      | 67   | Espanyol      |
| 18  | MED  | Johan Rodríguez           | 15 de agosto de 1975 (26 años)     | 14   | Santos Laguna |
| 19  | MED  | Gabriel Caballero         | 5 de febrero de 1971 (31 años)     | 5    | Pachuca       |
| 20  | DEF  | Melvin Brown              | 28 de enero de 1979 (23 años)      | 8    | Cruz Azul     |
| 21  | DEL  | Jesús Arellano            | 8 de mayo de 1973 (29 años)        | 49   | Monterrey     |
| 22  | DEF  | Alberto Rodríguez         | 1 de abril de 1974 (28 años)       | 13   | Pachuca       |
| 23  | POR  | Jorge Campos              | 15 de octubre de 1966 (35 años)    | 123  | UNAM          |

### Grupo H

#### Bélgica
Entrenador:  Robert Waseige
| No. | Pos. | Jugador                | Fecha de nacimiento (edad)         | Apa. | Club           |
| --- | ---- | ---------------------- | ---------------------------------- | ---- | -------------- |
| 1   | POR  | Geert De Vlieger       | 16 de octubre de 1971 (30 años)    | 25   | Willem II      |
| 2   | DEF  | Éric Deflandre         | 2 de agosto de 1973 (28 años)      | 41   | Lyon           |
| 3   | DEF  | Glen De Boeck          | 22 de agosto de 1971 (30 años)     | 33   | Anderlecht     |
| 4   | DEF  | Eric Van Meir          | 28 de febrero de 1968 (34 años)    | 32   | Standard Liège |
| 5   | DEF  | Nico Van Kerckhoven    | 14 de diciembre de 1970 (31 años)  | 40   | Schalke 04     |
| 6   | MED  | Timmy Simons           | 11 de diciembre de 1976 (25 años)  | 12   | Club Brugge    |
| 7   | DEL  | Marc Wilmots           | 22 de febrero de 1969 (33 años)    | 66   | Schalke 04     |
| 8   | MED  | Bart Goor              | 9 de abril de 1973 (29 años)       | 38   | Hertha BSC     |
| 9   | DEL  | Wesley Sonck           | 9 de agosto de 1978 (23 años)      | 12   | Genk           |
| 10  | MED  | Johan Walem            | 1 de febrero de 1972 (30 años)     | 33   | Standard Liège |
| 11  | DEL  | Gert Verheyen          | 20 de septiembre de 1970 (31 años) | 46   | Club Brugge    |
| 12  | DEF  | Peter Van der Heyden   | 16 de julio de 1976 (25 años)      | 4    | Club Brugge    |
| 13  | POR  | Franky Vandendriessche | 7 de abril de 1971 (31 años)       | 0    | Mouscron       |
| 14  | MED  | Sven Vermant           | 4 de abril de 1973 (29 años)       | 12   | Schalke 04     |
| 15  | DEF  | Jacky Peeters          | 13 de diciembre de 1969 (32 años)  | 13   | Gent           |
| 16  | DEF  | Daniel van Buyten      | 7 de febrero de 1978 (24 años)     | 7    | Marseille      |
| 17  | MED  | Gaëtan Englebert       | 11 de junio de 1976 (25 años)      | 4    | Club Brugge    |
| 18  | MED  | Yves Vanderhaeghe      | 30 de enero de 1970 (32 años)      | 30   | Anderlecht     |
| 19  | MED  | Bernd Thijs            | 28 de junio de 1978 (23 años)      | 2    | Genk           |
| 20  | DEL  | Branko Strupar         | 9 de febrero de 1970 (32 años)     | 14   | Derby County   |
| 21  | MED  | Danny Boffin           | 10 de julio de 1965 (36 años)      | 52   | Sint-Truiden   |
| 22  | DEL  | Mbo Mpenza             | 4 de diciembre de 1976 (25 años)   | 26   | Mouscron       |
| 23  | POR  | Frédéric Herpoel       | 16 de agosto de 1974 (27 años)     | 7    | Gent           |

#### Japón
Entrenador:  Philippe Troussier
| No. | Pos. | Jugador              | Fecha de nacimiento (edad)         | Apa. | Club                 |
| --- | ---- | -------------------- | ---------------------------------- | ---- | -------------------- |
| 1   | POR  | Yoshikatsu Kawaguchi | 15 de agosto de 1975 (26 años)     | 43   | Portsmouth           |
| 2   | DEF  | Yutaka Akita         | 6 de agosto de 1970 (31 años)      | 38   | Kashima Antlers      |
| 3   | DEF  | Naoki Matsuda        | 14 de marzo de 1977 (25 años)      | 24   | Yokohama F. Marinos  |
| 4   | DEF  | Ryūzō Morioka        | 7 de octubre de 1975 (26 años)     | 32   | Shimizu S-Pulse      |
| 5   | MED  | Jun'ichi Inamoto     | 18 de septiembre de 1979 (22 años) | 22   | Arsenal              |
| 6   | DEF  | Toshihiro Hattori    | 23 de septiembre de 1973 (28 años) | 35   | Júbilo Iwata         |
| 7   | MED  | Hidetoshi Nakata     | 22 de enero de 1977 (25 años)      | 39   | Parma                |
| 8   | MED  | Hiroaki Morishima    | 30 de abril de 1972 (30 años)      | 57   | Cerezo Osaka         |
| 9   | DEL  | Akinori Nishizawa    | 18 de junio de 1976 (25 años)      | 24   | Cerezo Osaka         |
| 10  | DEL  | Masashi Nakayama     | 23 de septiembre de 1967 (34 años) | 47   | Júbilo Iwata         |
| 11  | DEL  | Takayuki Suzuki      | 5 de junio de 1976 (25 años)       | 10   | Kashima Antlers      |
| 12  | POR  | Seigō Narazaki       | 15 de abril de 1976 (26 años)      | 15   | Nagoya Grampus Eight |
| 13  | DEL  | Atsushi Yanagisawa   | 27 de mayo de 1977 (25 años)       | 22   | Kashima Antlers      |
| 14  | MED  | Alessandro Santos    | 20 de julio de 1977 (24 años)      | 0    | Shimizu S-Pulse      |
| 15  | MED  | Takashi Fukunishi    | 1 de septiembre de 1976 (25 años)  | 5    | Júbilo Iwata         |
| 16  | DEF  | Kōji Nakata          | 9 de julio de 1979 (22 años)       | 20   | Kashima Antlers      |
| 17  | DEF  | Tsuneyasu Miyamoto   | 7 de febrero de 1977 (25 años)     | 5    | Gamba Osaka          |
| 18  | MED  | Shinji Ono           | 27 de septiembre de 1979 (22 años) | 21   | Feyenoord            |
| 19  | MED  | Mitsuo Ogasawara     | 5 de abril de 1979 (23 años)       | 0    | Kashima Antlers      |
| 20  | MED  | Tomokazu Myōjin      | 24 de enero de 1978 (24 años)      | 16   | Kashiwa Reysol       |
| 21  | MED  | Kazuyuki Toda        | 30 de diciembre de 1977 (24 años)  | 10   | Shimizu S-Pulse      |
| 22  | MED  | Daisuke Ichikawa     | 14 de mayo de 1980 (22 años)       | 1    | Shimizu S-Pulse      |
| 23  | POR  | Hitoshi Sogahata     | 2 de agosto de 1979 (22 años)      | 1    | Kashima Antlers      |

#### Rusia
Entrenador:  Oleg Romantsev
| No. | Pos. | Jugador               | Fecha de nacimiento (edad)         | Apa. | Club                   |
| --- | ---- | --------------------- | ---------------------------------- | ---- | ---------------------- |
| 1   | POR  | Ruslan Nigmatullin    | 7 de octubre de 1974 (27 años)     | 20   | Hellas Verona          |
| 2   | DEF  | Yuri Kovtun           | 5 de enero de 1970 (32 años)       | 44   | Spartak Moscow         |
| 3   | DEF  | Yuri Nikiforov        | 16 de septiembre de 1970 (31 años) | 56   | PSV Eindhoven          |
| 4   | MED  | Alexey Smertin        | 1 de mayo de 1975 (27 años)        | 25   | Bordeaux               |
| 5   | DEF  | Andrei Solomatin      | 9 de septiembre de 1975 (26 años)  | 5    | CSKA Moscow            |
| 6   | MED  | Igor Semshov          | 6 de abril de 1978 (24 años)       | 2    | Torpedo Moscow         |
| 7   | DEF  | Viktor Onopko         | 14 de octubre de 1969 (32 años)    | 97   | Oviedo                 |
| 8   | MED  | Valeri Karpin         | 2 de febrero de 1969 (33 años)     | 69   | Celta Vigo             |
| 9   | MED  | Yegor Titov           | 29 de mayo de 1976 (26 años)       | 30   | Spartak Moscow         |
| 10  | MED  | Aleksandr Mostovoi    | 22 de agosto de 1968 (33 años)     | 59   | Celta Vigo             |
| 11  | DEL  | Vladimir Beschastnykh | 1 de abril de 1974 (28 años)       | 64   | Spartak Moscow         |
| 12  | POR  | Stanislav Cherchesov  | 2 de septiembre de 1963 (38 años)  | 49   | Tirol Innsbruck        |
| 13  | DEF  | Vyacheslav Dayev      | 6 de septiembre de 1972 (29 años)  | 7    | CSKA Moscow            |
| 14  | DEF  | Igor Chugainov        | 6 de abril de 1970 (32 años)       | 30   | Uralan Elista          |
| 15  | MED  | Dmitri Alenichev      | 20 de octubre de 1972 (29 años)    | 43   | Porto                  |
| 16  | DEL  | Aleksandr Kerzhakov   | 27 de noviembre de 1982 (19 años)  | 3    | Zenit Saint Petersburg |
| 17  | MED  | Sergei Semak          | 27 de febrero de 1976 (26 años)    | 31   | CSKA Moscow            |
| 18  | DEF  | Dmitri Sennikov       | 24 de junio de 1976 (25 años)      | 4    | Lokomotiv Moscow       |
| 19  | DEL  | Ruslan Pimenov        | 25 de noviembre de 1981 (20 años)  | 1    | Lokomotiv Moscow       |
| 20  | MED  | Marat Izmailov        | 21 de septiembre de 1982 (19 años) | 8    | Lokomotiv Moscow       |
| 21  | MED  | Dmitri Khokhlov       | 22 de diciembre de 1975 (26 años)  | 39   | Real Sociedad          |
| 22  | DEL  | Dmitri Sychev         | 26 de octubre de 1983 (18 años)    | 3    | Spartak Moscow         |
| 23  | POR  | Aleksandr Filimonov   | 15 de octubre de 1973 (28 años)    | 16   | Uralan Elista          |

Nota: los partidos jugados incluyen los de la URSS, la CEI y Rusia, mientras que los de otros países, como Ucrania, no se cuentan.

#### Túnez
Entrenador:  Ammar Souayah
| No. | Pos. | Jugador           | Fecha de nacimiento (edad)        | Apa. | Club               |
| --- | ---- | ----------------- | --------------------------------- | ---- | ------------------ |
| 1   | POR  | Ali Boumnijel     | 13 de abril de 1966 (36 años)     | 14   | Bastia             |
| 2   | DEF  | Khaled Badra      | 8 de abril de 1973 (29 años)      | 72   | Espérance de Tunis |
| 3   | MED  | Zoubeir Baya      | 15 de mayo de 1971 (31 años)      | 77   | Beşiktaş           |
| 4   | DEF  | Mohamed Mkacher   | 25 de mayo de 1975 (27 años)      | 15   | Étoile du Sahel    |
| 5   | DEL  | Ziad Jaziri       | 12 de julio de 1978 (23 años)     | 26   | Étoile du Sahel    |
| 6   | DEF  | Hatem Trabelsi    | 25 de enero de 1977 (25 años)     | 27   | Ajax               |
| 7   | DEL  | Imed Mhedhebi     | 22 de marzo de 1976 (26 años)     | 30   | Genoa              |
| 8   | MED  | Hassen Gabsi      | 23 de febrero de 1974 (28 años)   | 48   | Genoa              |
| 9   | DEL  | Riadh Jelassi     | 7 de julio de 1971 (30 años)      | 20   | Club Africain      |
| 10  | MED  | Kaies Ghodhbane   | 7 de enero de 1976 (26 años)      | 62   | Étoile du Sahel    |
| 11  | DEL  | Adel Sellimi      | 16 de noviembre de 1972 (29 años) | 64   | SC Freiburg        |
| 12  | DEF  | Raouf Bouzaiene   | 16 de agosto de 1970 (31 años)    | 39   | Genoa              |
| 13  | MED  | Riadh Bouazizi    | 8 de abril de 1973 (29 años)      | 47   | Bursaspor          |
| 14  | DEF  | Hamdi Marzouki    | 23 de enero de 1977 (25 años)     | 7    | Club Africain      |
| 15  | DEF  | Radhi Jaïdi       | 30 de agosto de 1975 (26 años)    | 40   | Espérance de Tunis |
| 16  | POR  | Hassen Bejaoui    | 14 de febrero de 1976 (26 años)   | 2    | Bizertin           |
| 17  | DEF  | Tarek Thabet      | 16 de agosto de 1971 (30 años)    | 70   | Espérance de Tunis |
| 18  | MED  | Selim Benachour   | 8 de septiembre de 1981 (20 años) | 3    | Martigues          |
| 19  | DEF  | Emir Mkademi      | 20 de agosto de 1978 (23 años)    | 9    | Étoile du Sahel    |
| 20  | DEL  | Ali Zitouni       | 11 de enero de 1981 (21 años)     | 23   | Espérance de Tunis |
| 21  | MED  | Mourad Melki      | 9 de mayo de 1975 (27 años)       | 11   | Espérance de Tunis |
| 22  | POR  | Ahmed El-Jaouachi | 13 de julio de 1975 (26 años)     | 0    | Monastir           |
| 23  | DEF  | José Clayton      | 21 de marzo de 1974 (28 años)     | 12   | Espérance de Tunis |

## Representación de jugadores por liga
| País           | Jugadores | Porcentaje | Fuera de la selección nacional |
| -------------- | --------- | ---------- | ------------------------------ |
| Total          | 736       |            |                                |
| Inglaterra     | 103       | 13.99%     | 81                             |
| Italia         | 75        | 10.19%     | 53                             |
| Alemania       | 59        | 8.02%      | 39                             |
| España         | 58        | 7.88%      | 36                             |
| Francia        | 56        | 7.61%      | 51                             |
| México         | 25        | 3.40%      | 6                              |
| Japón          | 25        | 3.40%      | 6                              |
| Bélgica        | 25        | 3.40%      | 10                             |
| Arabia Saudita | 24        | 3.13%      | 1                              |
| China          | 21        | 2.85%      | 1                              |
| Otros          | 266       | 36.14%     |                                |

La selección de Arabia Saudita era la única compuesta íntegramente por jugadores de la liga nacional de su país y el único que no tenía futbolistas de clubes europeos. Por otro lado, el plantel de Camerún estaba constituido sólo por jugadores empleados por equipos extranjeros, mientras que el combinado de Irlanda estaba integrado únicamente por futbolistas de la liga inglesa.
Aunque Países Bajos y Grecia no se clasificaron para el Mundial, sus ligas nacionales estuvieron representadas por 18 y 10 jugadores, respectivamente. En total, hubo 43 ligas nacionales que tuvieron jugadores en el torneo.